# Basilica di San Gaudenzio
La basilica di San Gaudenzio è un importante luogo di culto cattolico della città di Novara, in Piemonte, famosa per la sua cupola, Alta 121 metri, che diventano 126 se si considera anche la statua del Salvatore posta sulla sommità. opera di Alessandro Antonelli. Ha la dignità di basilica minore. Escludendo la cupola della Basilica di San Pietro in Vaticano, che raggiunge i 136 metri, la cupola di San Gaudenzio è la più alta d'Italia e la seconda più alta d'Europa.
Il complesso architettonico è composto da tre elementi principali realizzati in differenti fasi costruttive: la chiesa, il campanile e la cupola.

## La chiesa

### Storia
Un primo tempio dedicato al santo esisteva fin dall'841 all'inizio dell'attuale viale XX Settembre; l'edificio fu in seguito ricostruito e nuovamente consacrato nel 1298.
Tra il 1552 ed il 1554 gli spagnoli di Carlo V decisero la trasformazione della città in una piazzaforte militare, pertanto furono distrutte tutte le costruzioni esistenti al di fuori della cinta muraria, compresa la basilica.

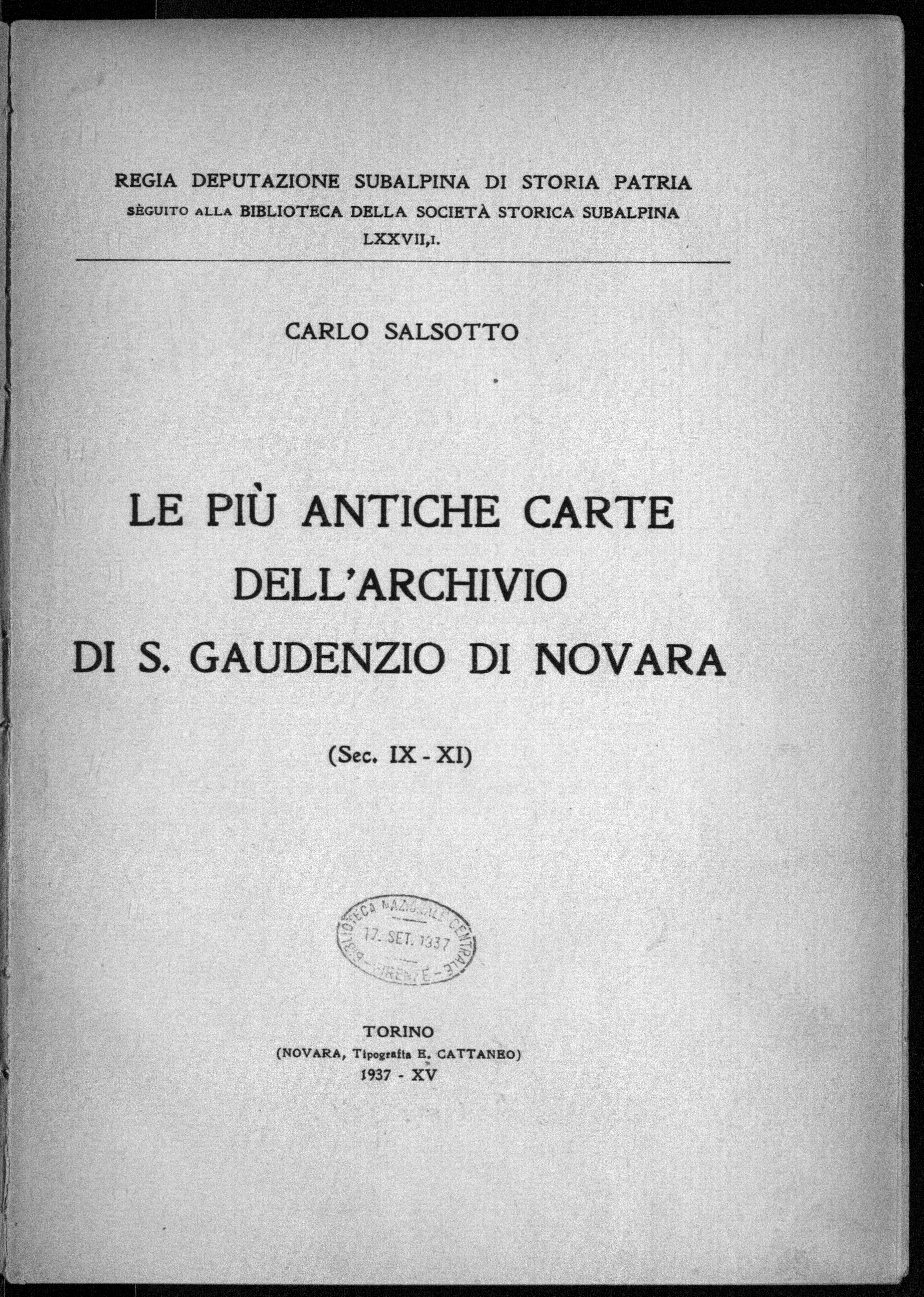
Carlo Salsotto, Più antiche carte dell'archivio di S. Gaudenzio di Novara, 1937

Negli stessi anni fu istituita la "Fabbrica Lapidea della Basilica di San Gaudenzio" avente lo scopo di sovraintendere alla riedificazione della chiesa.
A seguito della peste del 1576, dalla quale Novara miracolosamente non fu colpita, si decise la ricostruzione della basilica nel punto più elevato della città, all'angolo nord-ovest delle mura. Qui, fin dal 1019, esisteva una chiesa intitolata a san Vincenzo Martire, che fu demolita per far posto al nuovo edificio; si salvarono solo tre cappelle, tra cui quella dedicata a san Giorgio dove erano state temporaneamente traslate le spoglie di san Gaudenzio a seguito della distruzione della basilica extra-muraria.
La progettazione fu affidata a Pellegrino Tibaldi, cui sono da ricondurre l'accentuato verticalismo dell'edificio e il senso di vigoroso plasticismo promananti dalla facciata e dai fianchi, mossi entrambi da nicchie, finestroni e colonne poderosamente aggettanti.
La prima pietra fu posata nel maggio 1577; la consacrazione avvenne il 13 dicembre 1590 ad opera del vescovo Cesare Speciano quando ancora non erano stati eretti il transetto ed il presbiterio. Il peggioramento della situazione economica, aggravata da pestilenze e guerre, bloccò i lavori che ripresero solo nel 1626 e proseguirono a rilento per concludersi nel 1656.
L'11 giugno 1711 la chiesa poteva dirsi ultimata con la solenne deposizione nello scurolo delle reliquie di san Gaudenzio, fino ad allora conservate nella cappella di San Giorgio.

### Struttura

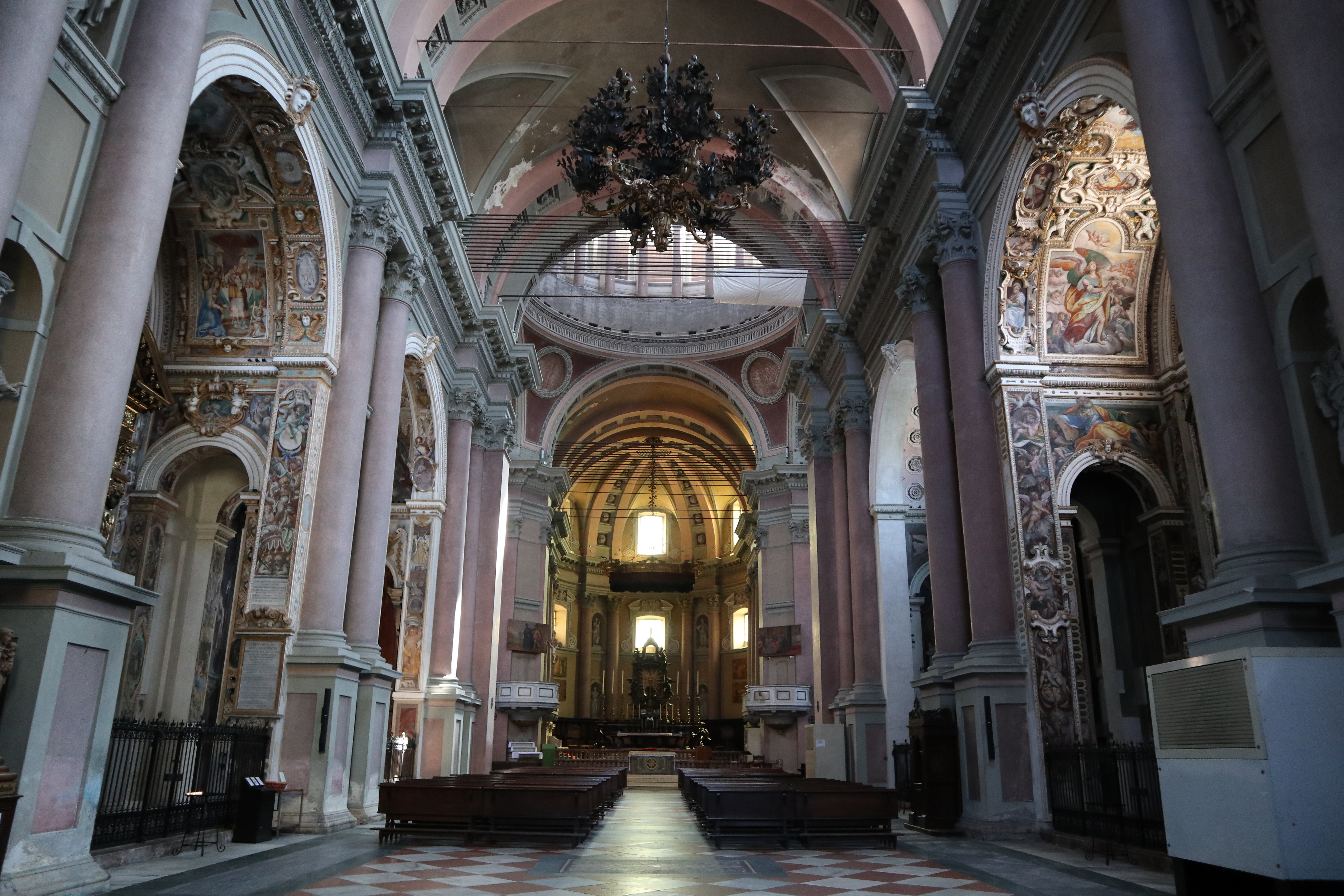
Interno della basilica

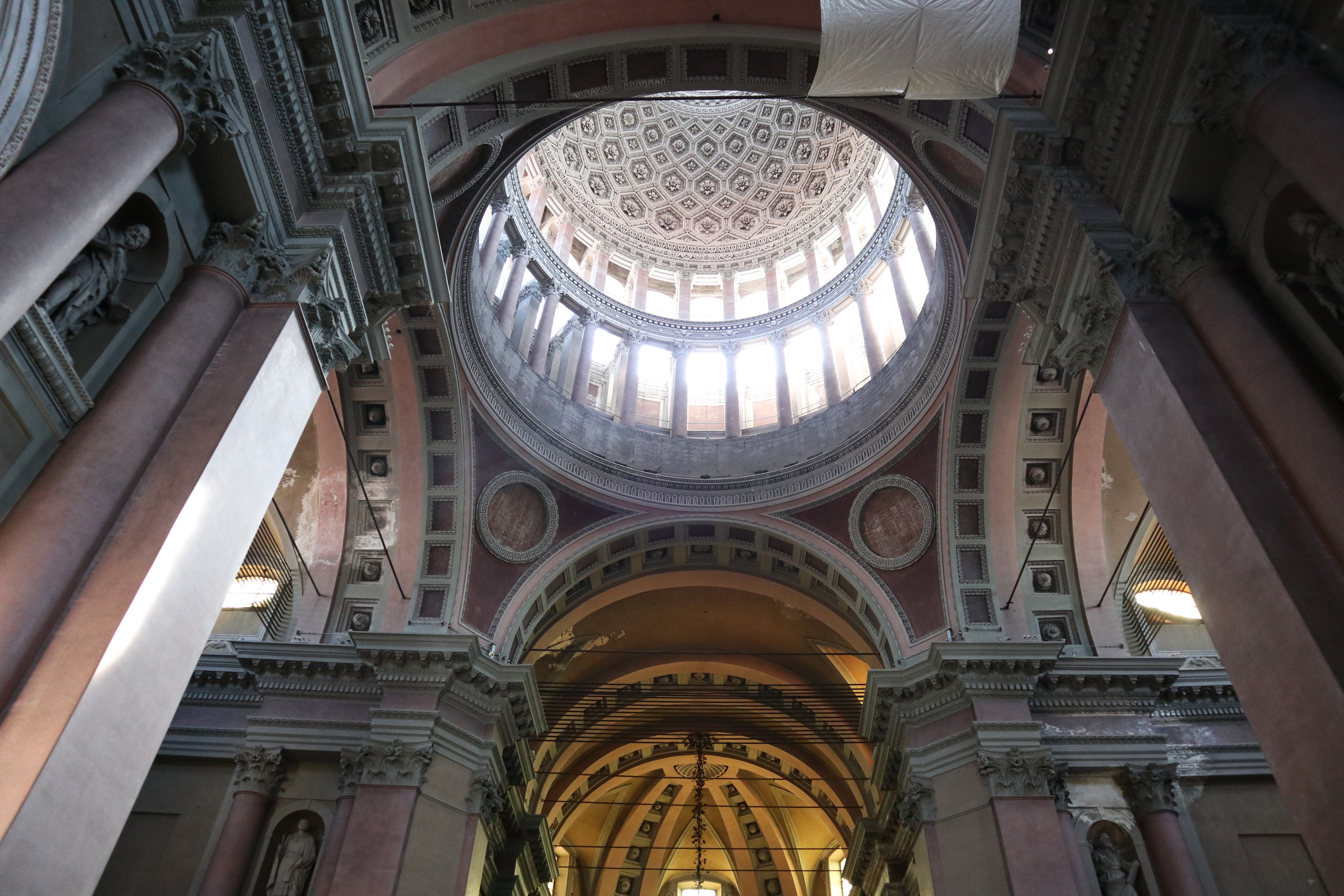
Le volte e la cupola.

L'ingresso della basilica, di monumentali proporzioni, è chiuso da una porta in noce lavorato, con rosoni e teste di ferro fuso, opera di Alessandro Antonelli.
La chiesa si presenta con pianta a croce latina a un'unica navata, affiancata da sei cappelle laterali collegate tra lor; un ampio transetto e un profondo presbiterio.
Sospeso al centro della navata si trova un enorme lampadario con fiori in ferro battuto a ricordo dell'incontro tra Gaudenzio, vescovo di Novara e Ambrogio, vescovo di Milano, nonché della secolare offerta di cera da parte di 59 comuni del circondario e di 12 case patrizie della Basilica Civica. Il 22 gennaio di ogni anno, in occasione della festa patronale dedicata al santo, viene rievocata la cosiddetta "cerimonia del fiore" durante la quale il lampadario viene calato e avviene la sostituzione dei fiori in ferro con altri portati in processione dal corteo.

### Le cappelle laterali

#### La cappella della Buona Morte
Prima cappella del lato destro, rappresenta un tardo capolavoro del pittore varesino Pier Francesco Mazzucchelli, detto il Morazzone (Morazzone, 29 luglio 1573 – Piacenza, 1626), che ne realizza la decorazione ad affresco e la grande tela laterale con il Giudizio universale, che rappresenta l'imperioso gesto di Cristo che giudica, attorniato da angeli che mostrano la croce e gli strumenti della Passione, mentre altri angeli fra cui Michele dalla spada sguainata precipatano i dannati all'inferno, dipinti nel registro inferiore fra i bagliori infernali suppliziati dai diavoli. Inaugurata nel 1620, secondo l’iscrizione posta sul pilastro dell’arco trionfale, la cappella riporta temi inconsueti commissionati dal Vescovo Carlo Bascapè, già segretario di San Carlo Borromeo, fedele e rigoroso interprete dei dettami della controriforma. Riallacciandosi alla tradizione popolare della danza macabra, al di sotto del tradizionale trionfo della Trinità nella volta, sono presenti rappresentazioni di corpi in decomposizione, la lotta fra l'angelo e il diavolo al capezzale di un morente, la Morte con la falce in pugno che trionfa sui simboli delle glorie terrene, e rappresentazioni di personaggi biblici come Giuda Maccabeo, Noemi, Ezechiele, e santi come Gregorio Magno e Odilone, tutti connessi con le meditazioni sulla morte. Al centro, la pala rappresentante la Deposizione di Gesù è opera del Moncalvo.
Segue la "cappella della Circoncisione" (seconda del lato destro), dove sull'altare campeggia una grande cornice lignea barocca che racchiude l'opera di Giovan Battista Della Rovere, detto il Fiammenghino, raffigurante Gesù circonciso nel tempio.
Nella "cappella del Crocifisso", crocifisso tradizionalmente attribuito a Gaudenzio Ferrari, originariamente situato nella demolita basilica fuori le mura. In alto, sull'altare, Angeli di Grazioso Rusca. Sulla parete sinistra: Madonna, affresco del XV secolo proveniente dall'oratorio di San Luca.
Sul lato opposto della navata si trova la "cappella della Madonna di Loreto" (terza del lato sinistro). Intorno all'altare affreschi di Stefano Legnani, e alla parete destra, presepio, affresco di Bernardino Lanino proveniente dal monastero di Sant'Agata. Le decorazioni quadraturistiche sono opera di Pietro Francesco Prina.

#### La cappella della Natività
Seconda cappella del lato sinistro, accoglie il grande polittico a due piani dipinto da Gaudenzio Ferrari nel 1516, precedentemente conservato nella vecchia basilica e qui riportato a seguito della sua demolizione.
L'opera è divisa in 3 parti:
- in quella superiore sono raffigurati, da sinistra a destra: l'arcangelo Gabriele, la Natività, la Vergine Annunciata
- in quella inferiore: San Pietro e San Giovanni Battista, la Madonna con il Bambino tra i Santi Ambrogio e Gaudenzio, San Paolo e Sant'Eusebio o Sant'Agabio.
- nella predella 10 piccoli riquadri in marrone e biacca raffigurano Sant'Ambrogio, San Gregorio Magno, San Gerolamo, Sant'Agostino, alternati da episodi della vita di Gaudenzio.

Gli affreschi che decorano la cappella sono di Paolo Camillo Landriani mentre sulla a sinistra vi è un ritratto del cavaliere gerosolimitano Gerolamo Bollini.

#### La cappella dell'Angelo Custode
Prima cappella del lato sinistro. Ottavio della ricca e potente famiglia Nazzari di Novara nel suo testamento dotò di 1000 scudi la cappella dedicata all'Angelo custode che aveva eretto nella Basilica e per la quale aveva investito il ragguardevole capitale di 12.000 lire. Nel 1627 affidò l’incarico della decorazione ad affresco al pittore valsesiano Antonio d’Enrico detto Tanzio da Varallo (Alagna 1575 – Varallo 1633), che vi realizzò la volta con il Cristo in gloria fra la Vergine e san Gaudenzio, quattro santi di fianco all’ancona (in alto i santi francescani Bernardo e Francesco, sotto, in onore del committente, i santi Ottavio e Nazaro) e scene bibliche raffiguranti interventi angelici, Il sacrificio di Isacco e Giuditta decapita Oloferne. Nel 1629 il Tanzio completò per la parete laterale la tela a Olio con la Battaglia di Sennacherib Intorno al 1680 fu completata con la grande tela opera del romano Giacinto Brandi.

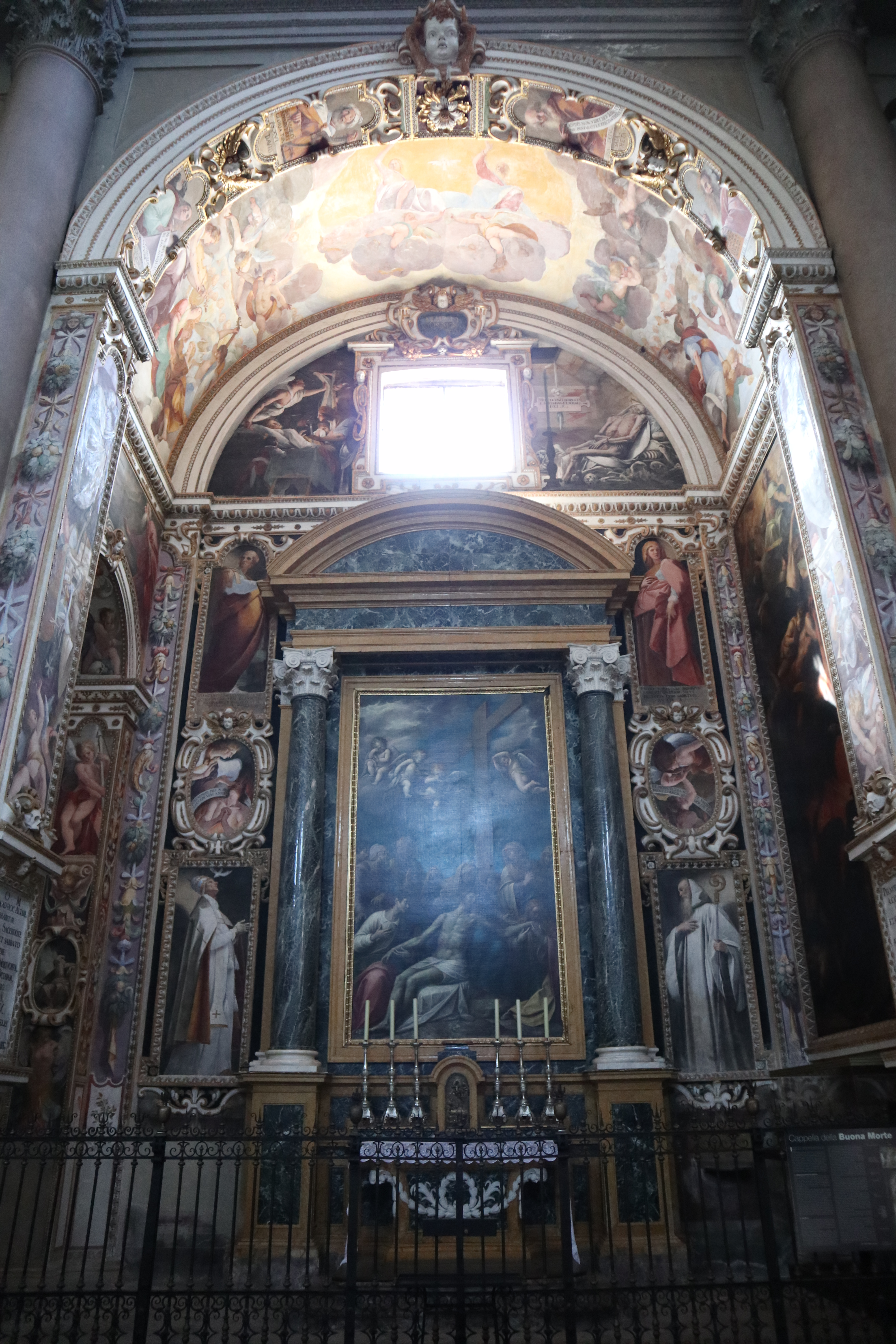
Cappella della Buona Morte
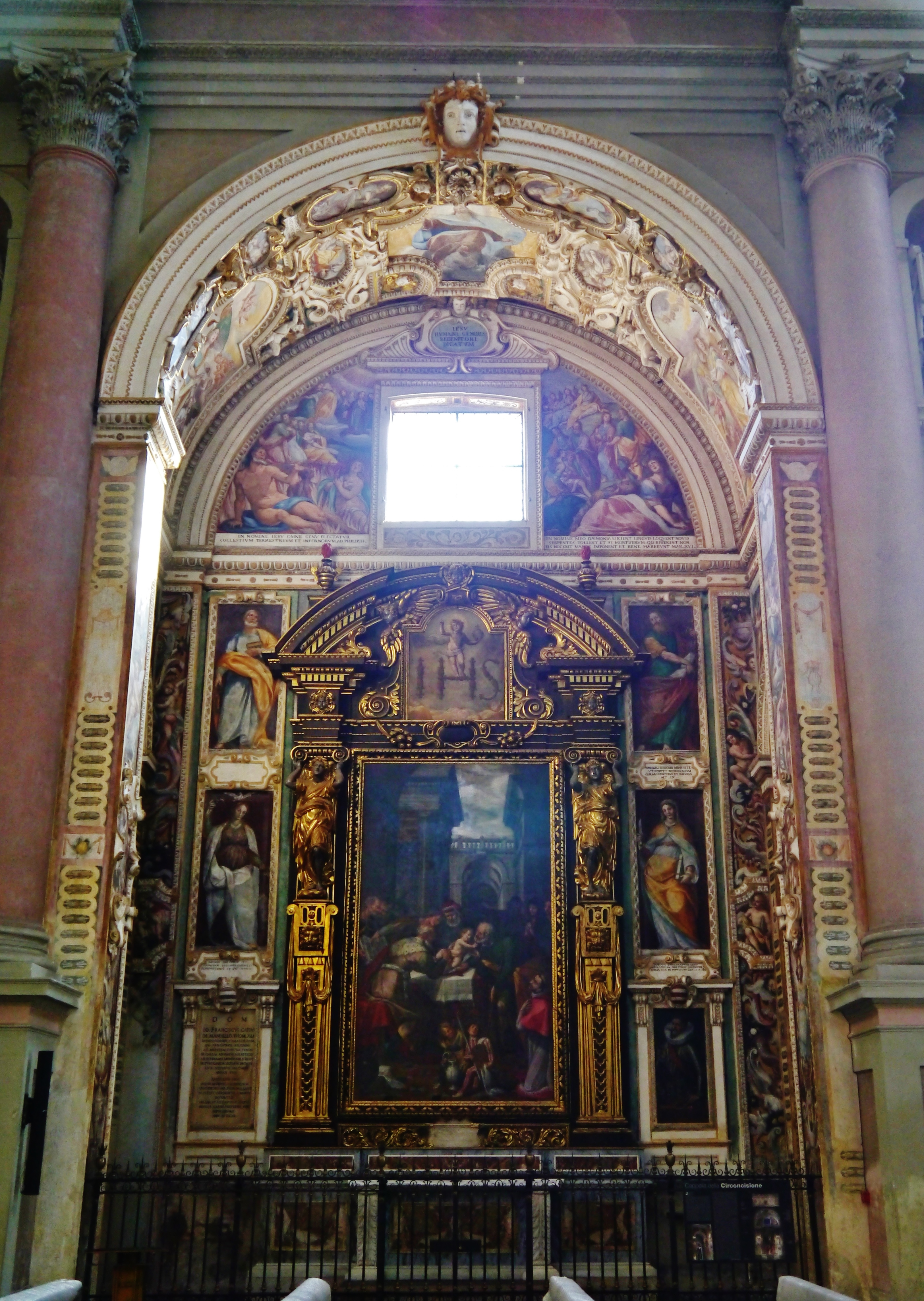
Cappella della Circoncisione
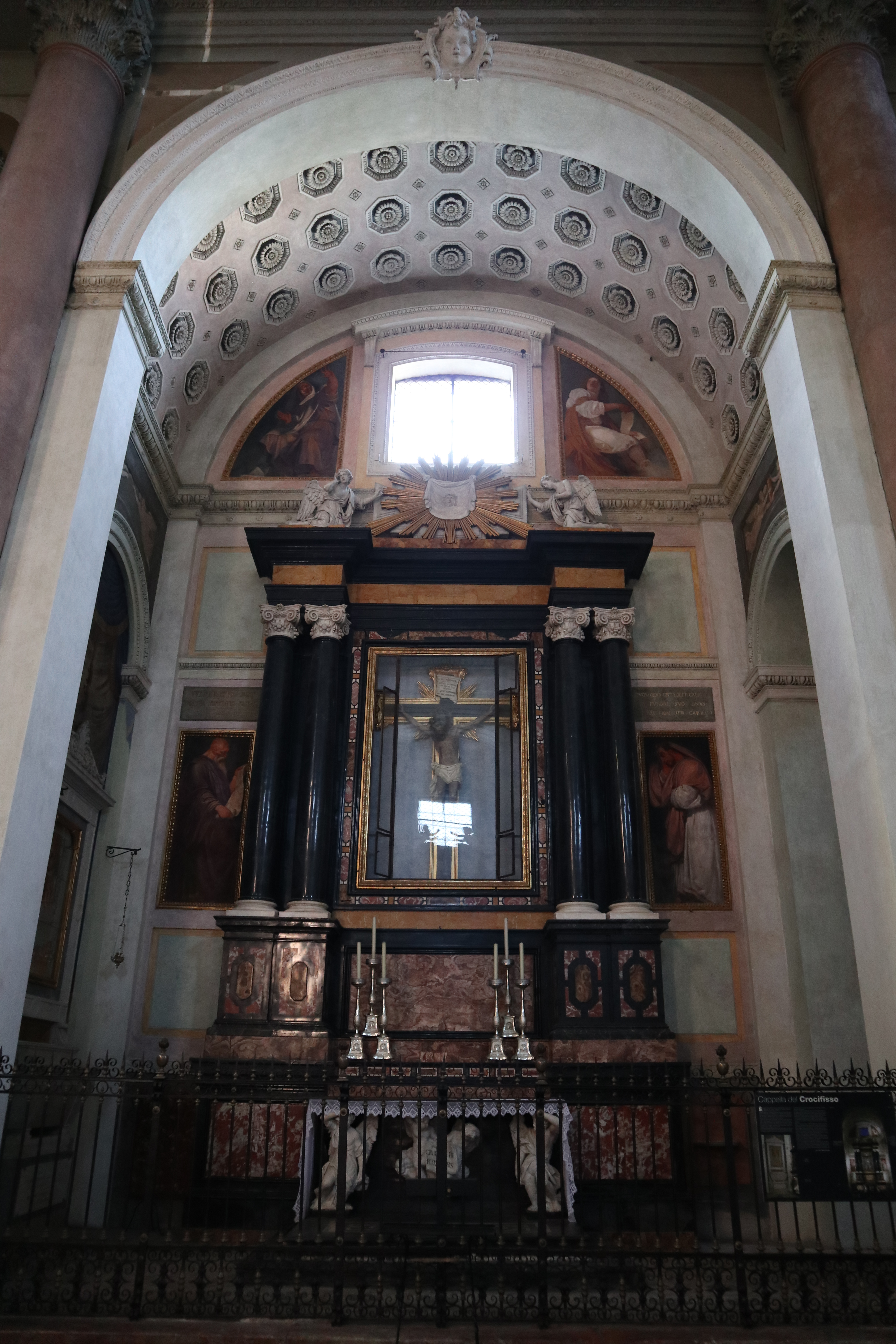
Cappella del Crocifisso
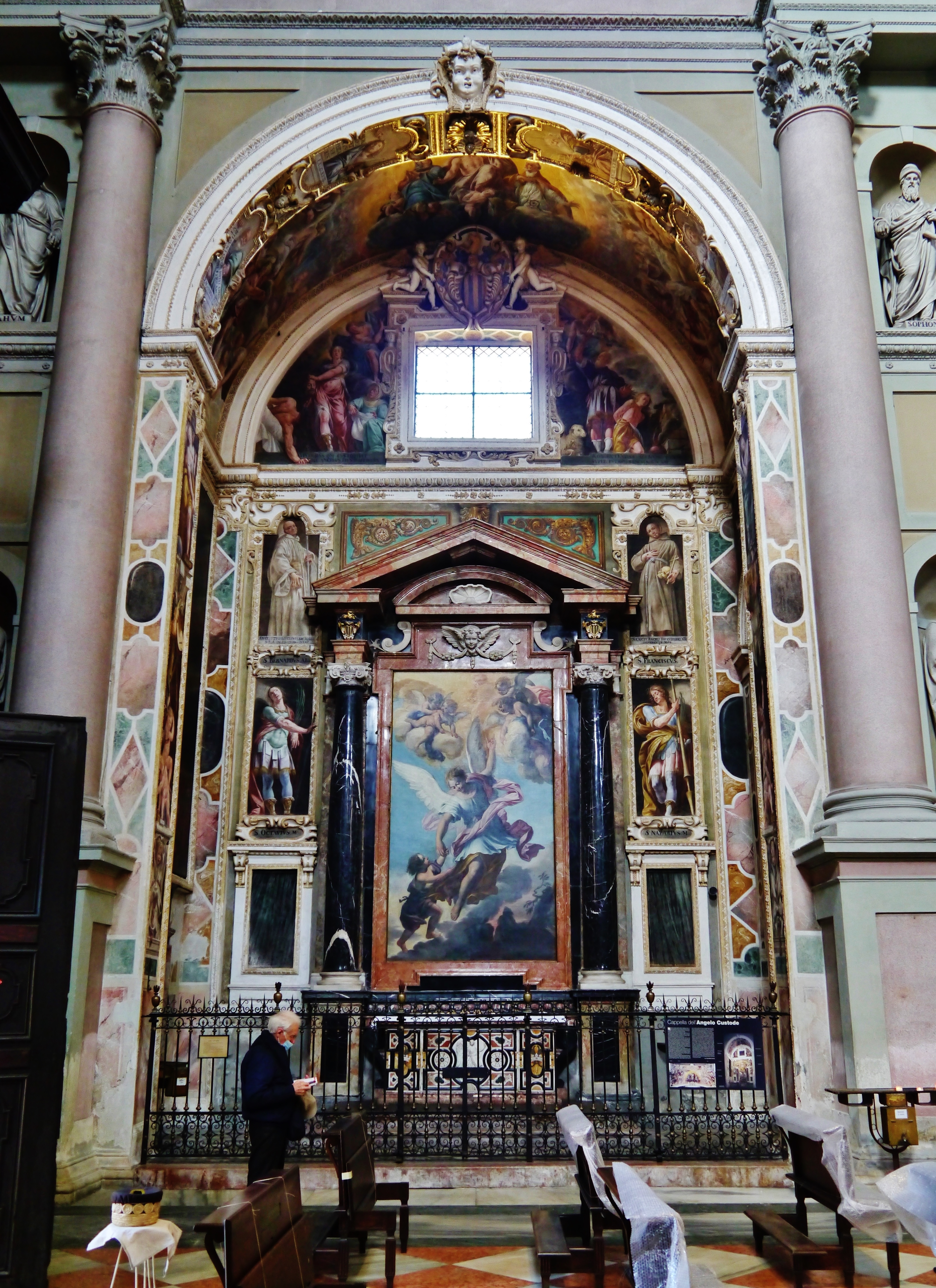
Cappella dell'Angelo Custode
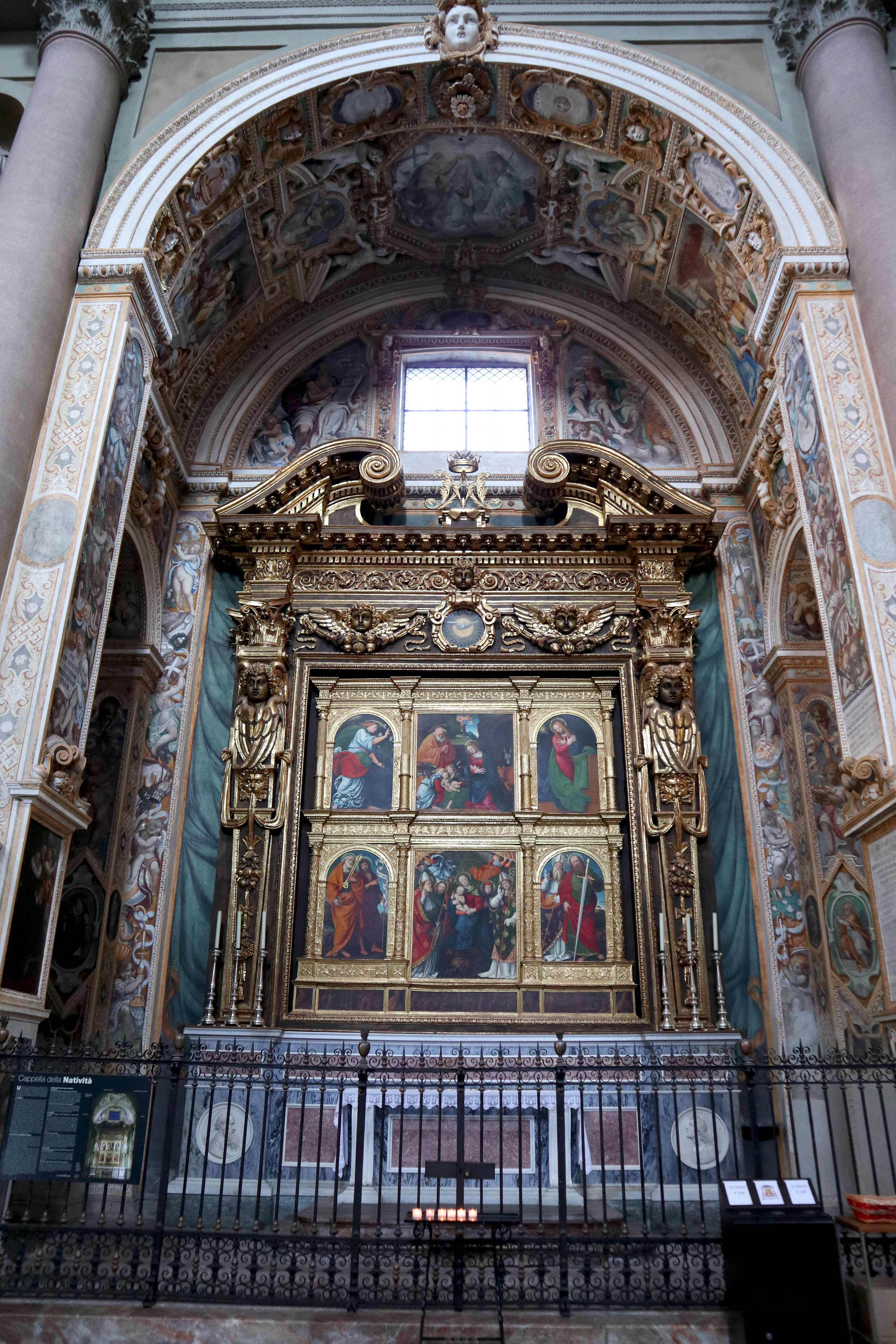
Cappella della Natività
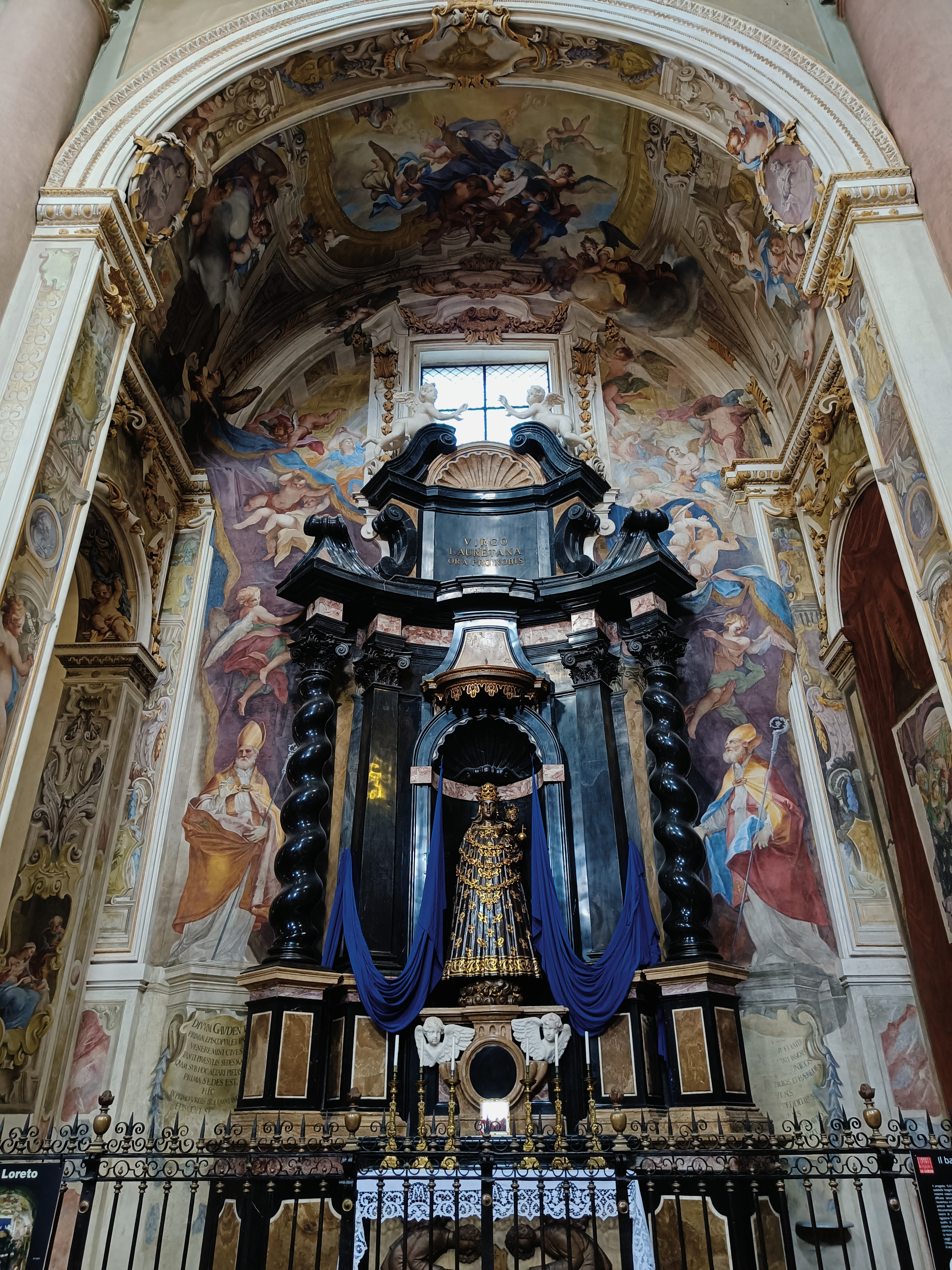
Cappella della Madonna di Loreto

#### Il transetto ed il presbiterio

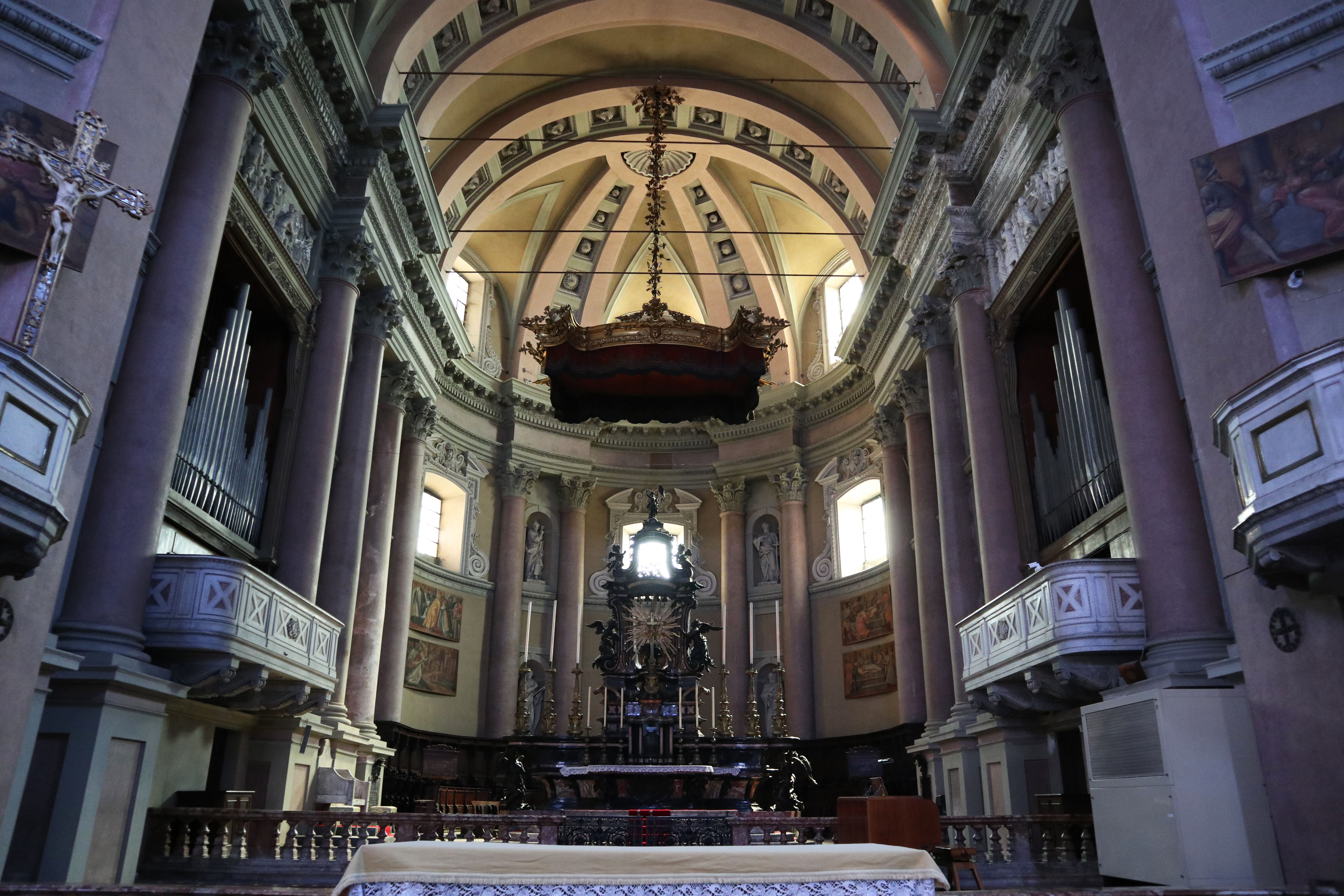
Il presbiterio

A sinistra dell'altare del transetto destro, una scaletta conduce all'ottagonale "Cappella dello Scurolo", accessibile solo durante la festa patronale, con belle porte in acciaio e bronzo ed un ricco rivestimento di marmi preziosi con decorazioni in bronzo, realizzata dall'architetto ticinese Francesco Castelli tra il 1674-1711. All'interno si trova un altare riccamente decorato con rilievi bronzei in campo di lapislazzuli sul quale è posta la grande urna ottagonale in argento e cristallo contenente il corpo di San Gaudenzio, opera anch'essa del Castelli. In quattro nicchie, belle statue dei Santi Adalgiso, Agabio, Lorenzo e Giulio dello scultore Carlo Beretta; nella volta sopra l'altare è affrescato il "Trionfo di San Gaudenzio", capolavoro di Stefano Legnani.
Nel presbiterio di rilievo è l'altare maggiore barocco, arricchito da marmi e decorazioni in bronzo disegnate da Carlo Beretta e fuse da Carlo e Francesco Pozzi, da Giovanni Battista Agazzini e da Carlo Esartier.
Alla parete sinistra del presbiterio, cattedra marmorea sulla quale siedono i vescovi nel giorno del loro ingresso.
Alla testa del transetto sinistro una grande tela di Pelagio Palagi (1833), da poco restaurata (2013), raffigura Sant'Adalgiso dona ai canonici della basilica di San Gaudenzio i beni di Cesto.
Dalla parete sinistra del transetto destro si può accedere alla sacrestia dove è visibile un San Gerolamo attribuito allo Spagnoletto.
Nella "cappella del Santissimo Sacramento", accessibile dalla parete destra del transetto sinistro, 8 tavole con scene della vita di San Gaudenzio, opere di Giovan Mauro Della Rovere.

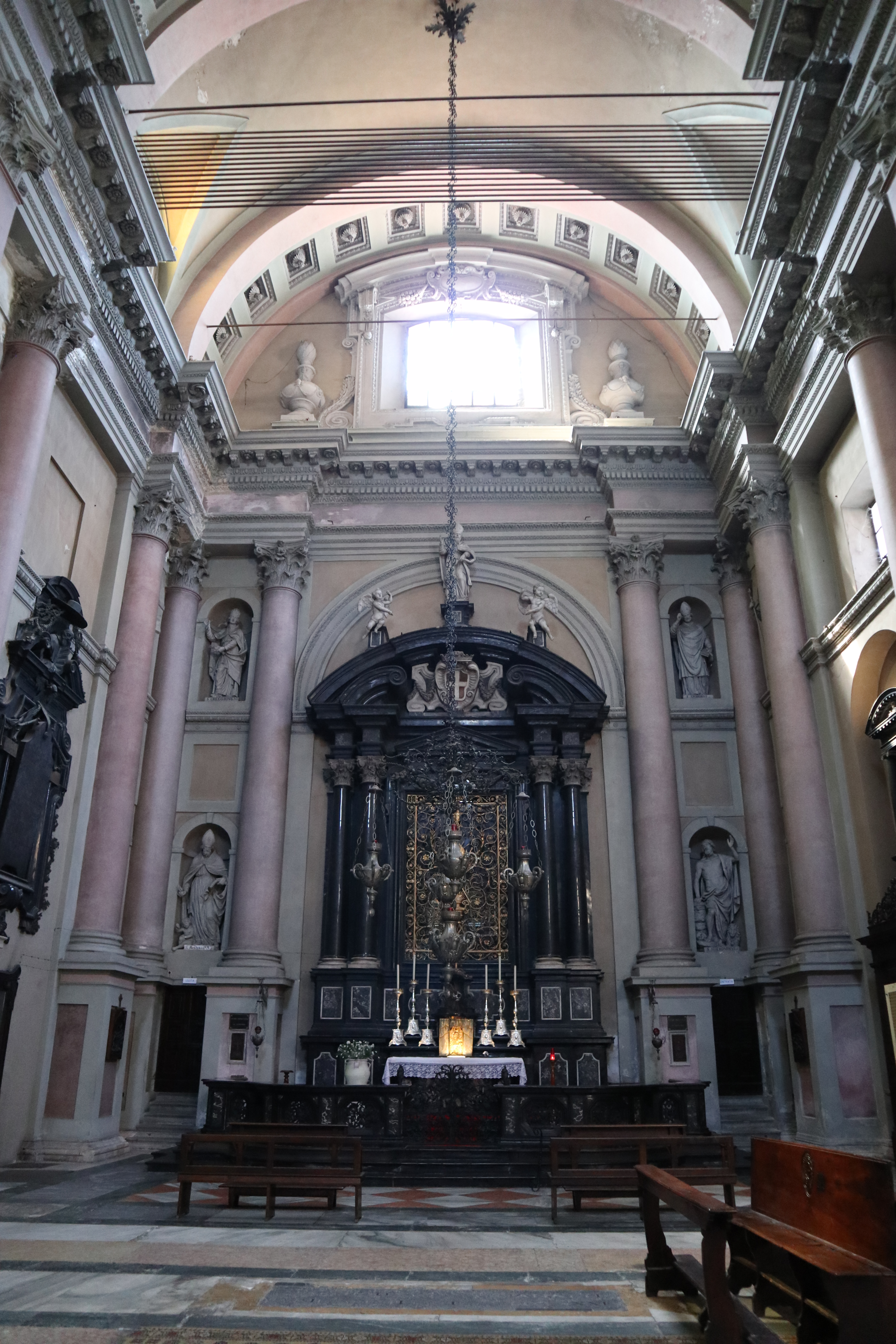
Il Transetto destro
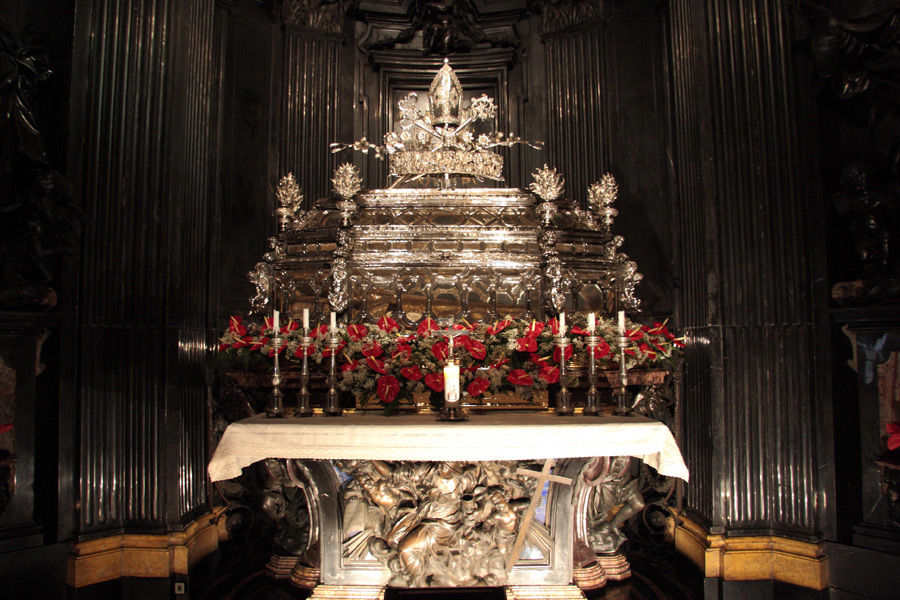
L'urna dello scurolo
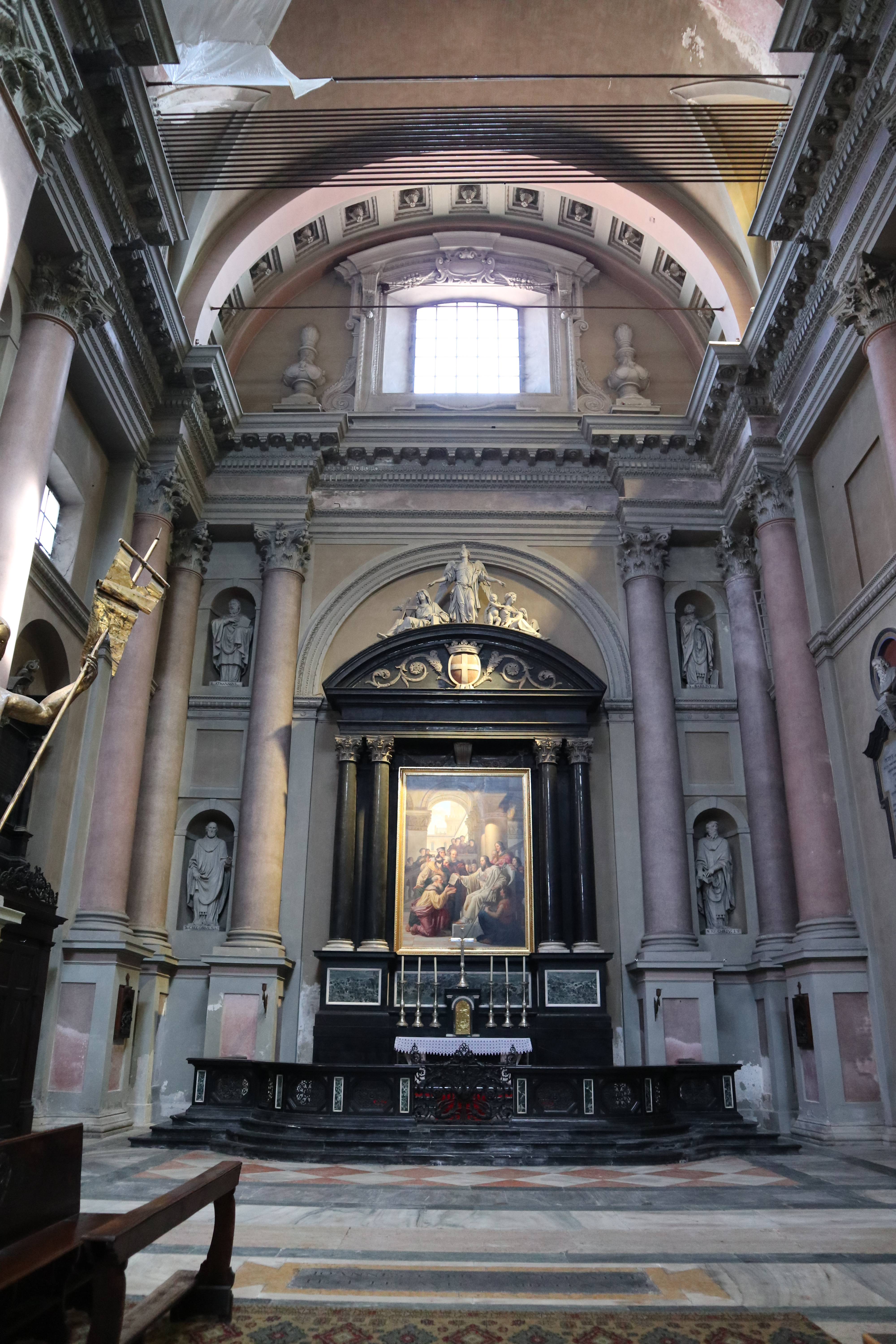
Il Transetto sinistro

#### Sala del compasso

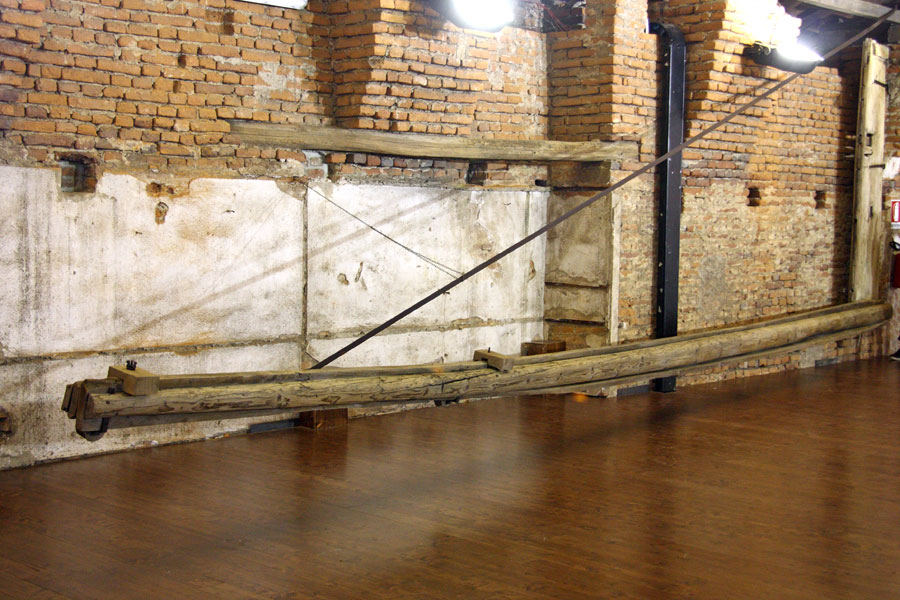
L'antico compasso usato da Alessandro Antonelli per disegnare le volte che sorreggono la cupola

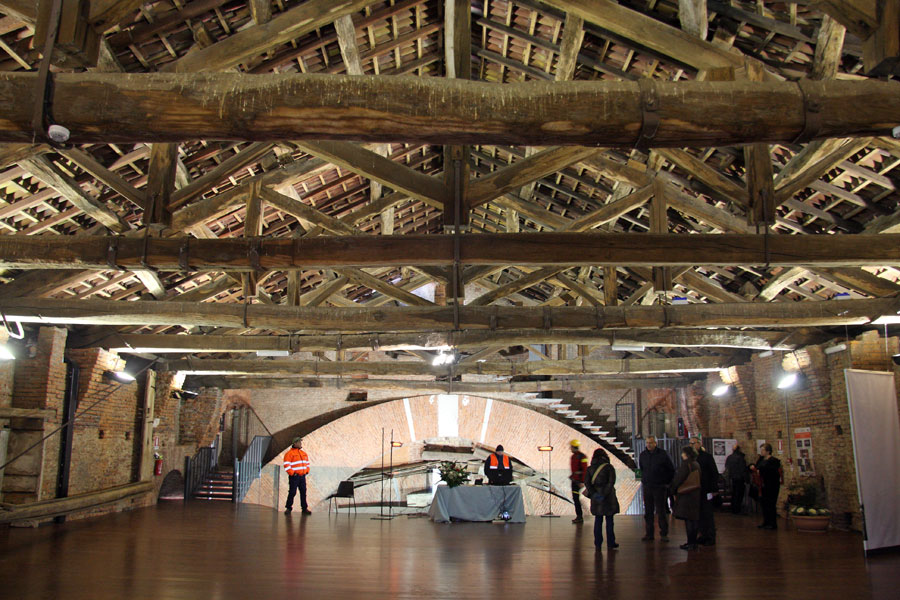
La Sala del Compasso, nel sottotetto dell'abside

Salendo attraverso il campanile (tramite le antiche scale oppure con un moderno ascensore) è possibile accedere al sottotetto dell'abside della chiesa e quindi alla "Sala del Compasso", dove è conservato l'antico compasso, lungo 11 metri, usato dall'Antonelli per disegnare in scala 1:1 le volte che sorreggono la cupola.
La sala è stata recentemente restaurata ed aperta per la prima volta al pubblico il 26 gennaio 2013. Essa rappresenta il primo tassello di un percorso museale della basilica che a partire dal 24-27 agosto 2021 ha permesso, con l'apertura della salita alla cupola, di dare a cittadini e turisti a partire la possibilità di visitarla anche la sera con casco e imbracatura, fino ad un'altezza di 100 metri.

#### La cappella di San Giorgio

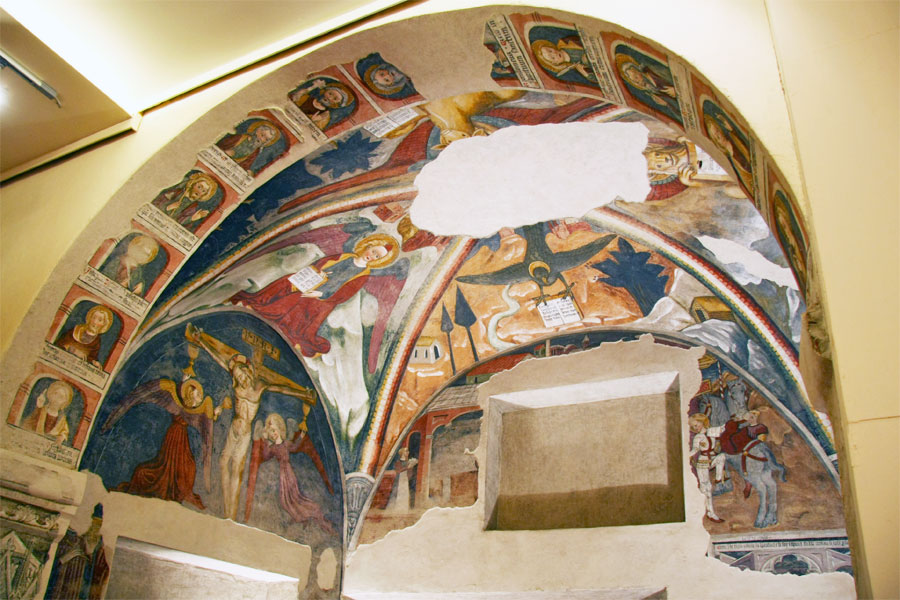
Affreschi della cappella di San Giorgio

La cappella, sopravvissuta alla demolizione della chiesa di San Vincenzo, si trova alla base del transetto dentro ed è accessibile solo dall'esterno della basilica (tramite la Sala Moroni). Nel 2007 è stata oggetto di un restauro che ha restituito parte dell'apparato decorativo quattrocentesco. Gli affreschi risalgono all'ampliamento o riedificazione della chiesa operato nel corso del XV secolo e sono attribuiti alla bottega di Giovanni De Campo, artista operante nel novarese tra il 1440 ed il 1483. Tra il 1553 ed il 1711 ha ospitato il corpo di San Gaudenzio prima di essere trasferito nello Scurolo.

### Organi
Il primo organo della basilica di San Gaudenzio fu un piccolo organo positivo realizzato nel XVII secolo e collocato nella Cappella del Santissimo Sacramento. Nel secolo successivo, l'organo viene collocato sulla cantoria di sinistra del presbiterio ed ampliato secondo il gusto dell'epoca. Verrà sostituito da un organo più grande, terminato nel 1829 dai Fratelli Serassi, a due tastiere e pedaliera con un totale di 50 registri. Sulla cantoria di fronte, venne costruito nel 1831 dagli stessi organari un altro organo, ma di dimensioni più piccole. Entrambi gli organi furono smontati durante la costruzione della cupola e rimontati nel 1888. Agli inizi del XX secolo, Alessandro Mentasti restaurò gli organi secondo i dettami della Riforma Ceciliana. Durante i lavori di consolidamento della cupola (1937-1947) l'organo maggiore venne pesantemente danneggiato e, alla riapertura della chiesa, al suo posto fu realizzato da Vincenzo Mascioni un nuovo strumento su progetto di Ulisse Matthey, conservando parte del precedente materiale fonico. L'organo venne inaugurato nel 1949 ed è stato restaurato nel 1977. Lo strumento è a trasmissione elettrica e la consolle, collocata in presbiterio, ha tre tastiere di 61 note ciascuna e pedaliera concavo-radiale di 32. L'organo minore Serassi, invece, pur rimanendo integro nelle sue caratteristiche foniche, è attualmente (2021) in pessimo stato.

## La cupola

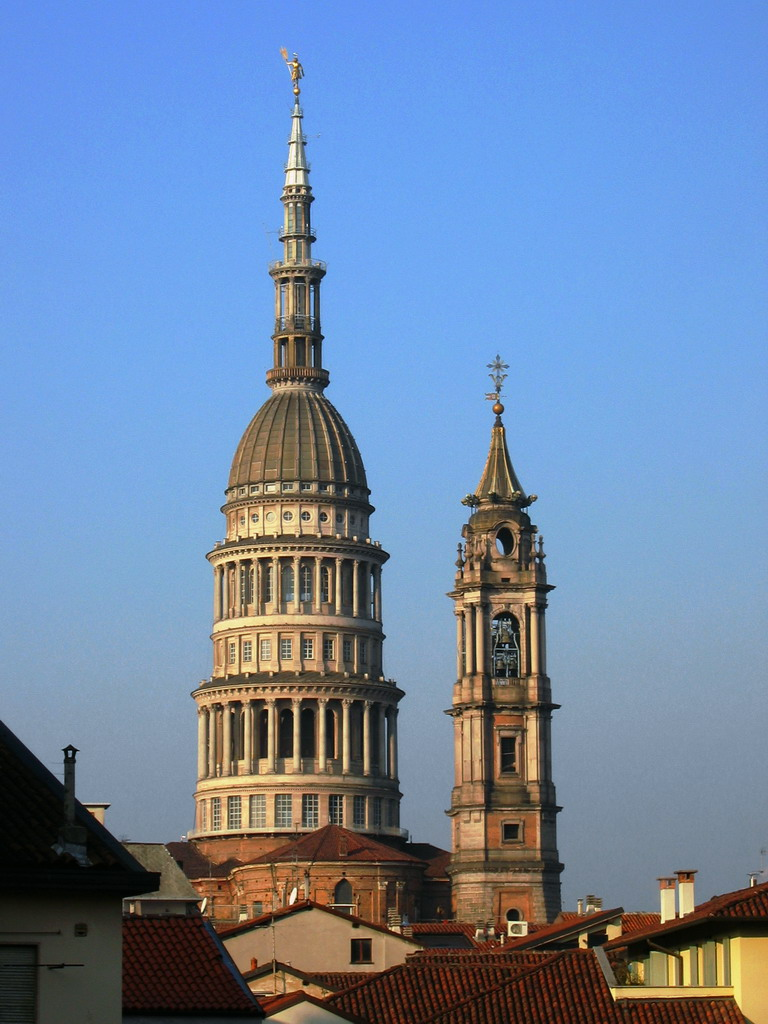
La Cupola e il campanile.

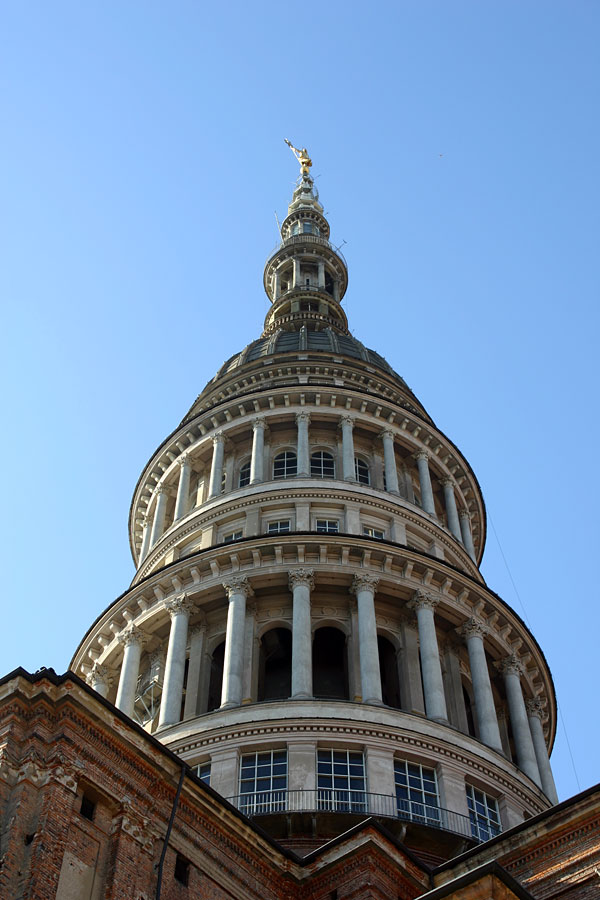
Prospettiva della Cupola di San Gaudenzio

L'elemento architettonico più significativo della basilica è la sua maestosa cupola, alta ben 121 metri (con la statua 126 metri) e con 22 di diametro, progettata dall'architetto-ingegnere Alessandro Antonelli, assurta a simbolo della città e segno distintivo del suo panorama.
Dopo oltre 50 anni dall'ultimazione del campanile, grazie al denaro ricavato dalla tassa sulla carne (sesino), la Fabbrica Lapidea decise che i tempi erano maturi per il completamento della basilica e affidò all'Antonelli l'incarico di realizzare la cupola.
Il primo progetto venne presentato nel 1841 mentre i lavori iniziarono nel 1844; i primi due anni furono spesi per rifare il tamburo e gli archi di sostegno, essendo quelli vecchi inadatti a sostenere il peso dell'opera. Subito dopo il cantiere si interruppe. Negli anni successivi furono combattute le guerre d'indipendenza contro l'Austria e il comune ridusse drasticamente i fondi destinati alla fabbrica Lapidea.
Nel 1855, Antonelli presentò un secondo progetto modificato con il quale portava l'altezza da 65 a 75 metri. Nel 1858 la situazione economica era migliorata e i lavori poterono riprendere ma l'architetto, invece di impostare la base per la chiusura della cupola, fece erigere una seconda corona di pilastri alti 5 metri, recuperando così la fruibilità visiva del monumento. Nel 1860 presentò quindi il progetto di una cupola a due ordini di colonne che però fu bocciato. Nel maggio 1861 il progetto venne ripresentato con la garanzia che sarebbe costato meno del precedente; dopo molte contestazioni fu infine accettato e due anni dopo la costruzione della cupola vera e propria giunse al termine. A quel punto mancava solo la guglia, ma i dissidi tra la fabbrica e l'architetto bloccarono nuovamente i lavori per un decennio, durante i quali egli si dedicò alla costruzione della Mole Antonelliana di Torino.
Nel frattempo la cupola suscitava l'ammirazione dei visitatori e lentamente si fece strada l'idea che si sarebbe dovuta completare finché il suo progettista, ormai anziano, era in vita e che perciò fosse necessario lasciargli carta bianca.
I lavori ripresero: tra il 1873 e il 1874 l'Antonelli si dedicò alla decorazione floreale a stucco della cupola interna e soltanto nell'estate del 1876 mise finalmente mano al cupolino che fu completato nel 1878. Il 16 maggio dello stesso anno fu issata sulla cima la statua del Cristo Salvatore (e non di San Gaudenzio come si potrebbe ritenere), opera di Pietro Zucchi.

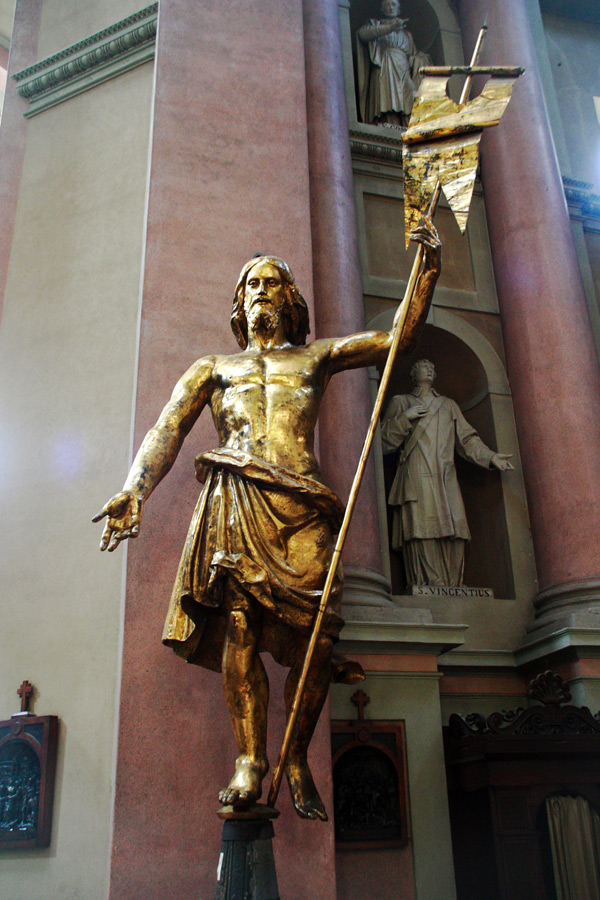
La statua originale del Salvatore

La statua è in bronzo ricoperto di lamine d'oro, alta quasi 5 metri. Attualmente in cima alla cupola si trova una moderna copia in vetroresina, mentre l'originale è collocata all'interno della basilica, nel transetto sinistro.
Contando anche la statua l'altezza totale dell'edificio raggiunge i 126 metri con un peso complessivo di oltre 5500 t.
Negli anni successivi la chiesa cominciò a dare segni di un cedimento strutturale, peraltro già ravvisabile durante le prime fasi della costruzione. A partire dal 1881 l'Antonelli si dedicò quindi al consolidamento dei quattro piloni portanti alla base della cupola e all'ampliamento delle fondazioni. I lavori ebbero termine agli inizi del 1887, giusto per l'occasione della festa del santo patrono (22 gennaio).
Nel corso degli anni si è spesso temuto un eventuale crollo della cupola e un grande allarme nel 1937 provocò la chiusura del monumento per quasi 10 anni. In questo periodo furono eseguite delle opere di consolidamento in cemento armato ad opera dell'architetto Arturo Danusso; solo di recente si è compreso che tali interventi non erano in effetti necessari. La genialità di Alessandro Antonelli fu quella di aver progettato il suo edificio scomponendolo in una serie di tanti cerchi concentrici che si innalzano verso il cielo, sempre più piccoli, scaricando man mano il peso sulla struttura portante. In caso di cedimento strutturale la cupola collasserebbe su sé stessa e non sugli edifici circostanti.
In anni recenti una serie di sofisticati sistemi d'allarme sono stati installati all'interno della costruzione per monitorare eventuali pericoli di cedimenti, crepe od oscillazioni.
Per la costruzione l'Antonelli decise di utilizzare solo materiali della zona, per legarla più intimamente al suo luogo di appartenenza; la struttura è infatti interamente in mattoni e calce, senza impiego di ferro, e pertanto rappresenta uno degli edifici in muratura più alti del mondo. Tale primato, che fu per lungo tempo della Mole antonelliana di Torino, passò alla Philadelphia City Hall quando, nel 1953, la guglia di 47 metri della Mole crollò e fu ricostruita con un rinforzo in travi di acciaio.
Nonostante i lavori siano durati quasi 50 anni, l'opera non fu mai completata; nelle intenzioni dell'architetto, infatti, la seconda cupola interna, che oggi appare bianca, sarebbe dovuta essere decorata con una serie di affreschi visibili dal basso. Analogamente anche i colonnati esterni dovevano essere arricchiti da una serie di statue.
Peculiarità della cupola è quella di essere visibile perpendicolarmente da tutte principali arterie stradali che conducono verso il centro della città.

## Il campanile

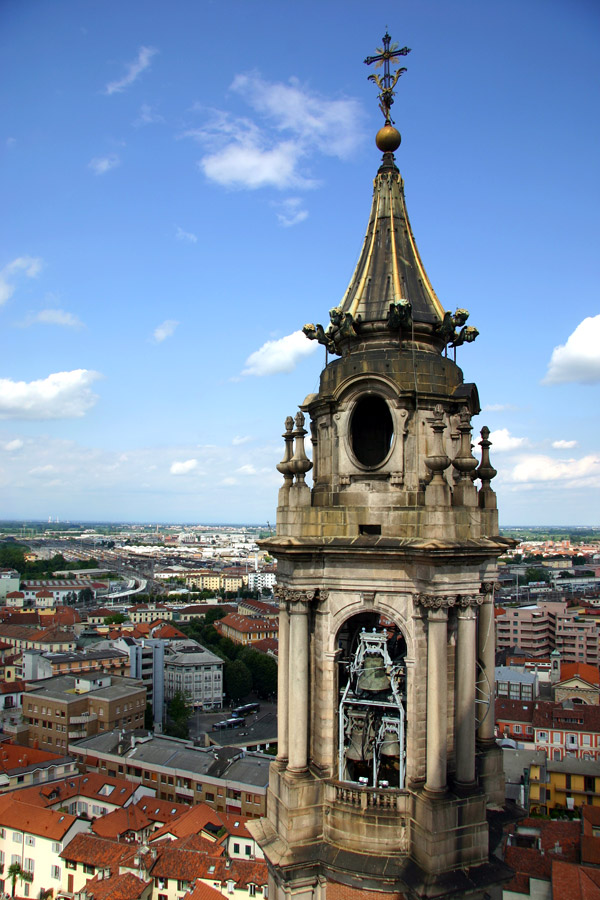
Il campanile visto dalla cupola

Opera di Benedetto Alfieri, zio del famoso drammaturgo, fu costruito tra il 1753 e il 1786. Si trova isolato dalla chiesa, alla sinistra dell'abside, ed è realizzato in laterizi e granito di Baveno. Raggiunge un'altezza di circa 92 metri ed è il decimo più alto d'Italia.
Prima della sua costruzione esisteva una torretta campanaria provvisoria sul pilastro sud-ovest della chiesa, il quale rischiava di arrecare danni alla struttura dell'edificio con le vibrazioni prodotte dalle campane. Nel 1753 si decise quindi la costruzione di un nuovo campanile, giudicato prioritario rispetto all'edificazione di una nuova cupola, e si affidò il progetto all'Alfieri, architetto di Casa Savoia.
Nel 1773, quando mancava solo la cella campanaria, i lavori vennero sospesi per mancanza di fondi. L'opera verrà poi completata solo nel 1786, 33 anni dopo l'apertura del cantiere e 19 anni dopo morte dei suo progettista.
Gli angeli in bronzo posti sulla cima sono opera del novarese Giovan Battista Agazzini.

### Le campane
Il campanile ospita il maggior concerto di campane a "Sistema Ambrosiano" per grandezza,
composto da 8 campane intonate in scala diatonica "teorica" di Sol maggiore, più una nona campana utilizzata come richiamo. Il concerto risente però di alcuni problemi di accordatura carente e di timbro di alcune campane.
La campana maggiore non suona dal 1987, anno in cui si è fessurata in modo irreparabile.
| Campana         | Diametro alla bocca | Fonditore                 | Città       | Anno di fusione |
| --------------- | ------------------- | ------------------------- | ----------- | --------------- |
| Sol2            | 201,1 centimetri    | Pietro Giuseppe De Giorgi | Alessandria | 1774            |
| La2             | 171,6 centimetri    | Achille Mazzola           | Valduggia   | 1962            |
| Si2             | 149,8 centimetri    | Pietro Giuseppe De Giorgi | Alessandria | 1774            |
| Do3             | 142,6 centimetri    | Achille Mazzola           | Valduggia   | 1962            |
| Re3             | 126,9 centimetri    | Achille Mazzola           | Valduggia   | 1962            |
| Mi3             | 113,2 centimetri    | Achille Mazzola           | Valduggia   | 1962            |
| Fa#3            | 102,8 centimetri    | Achille Mazzola           | Valduggia   | 1962            |
| Sol3            | 92,6 centimetri     | Achille Mazzola           | Valduggia   | 1962            |
| Mib4 (richiamo) | 60,0 centimetri     | Gaudenzio Mario           | Novara      | 1711            |

### Galleria d'immagini

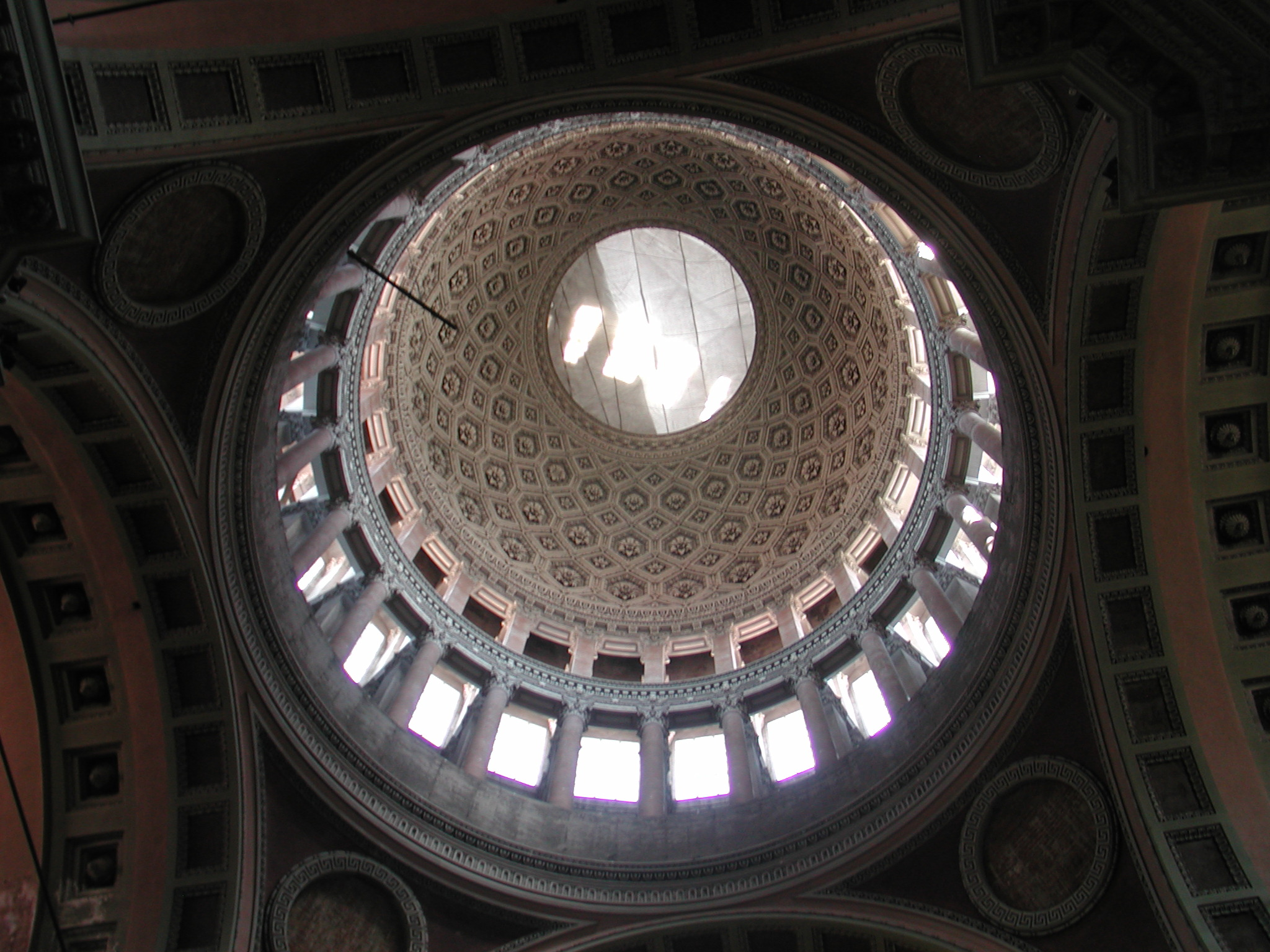
La cupola vista dall'interno della chiesa
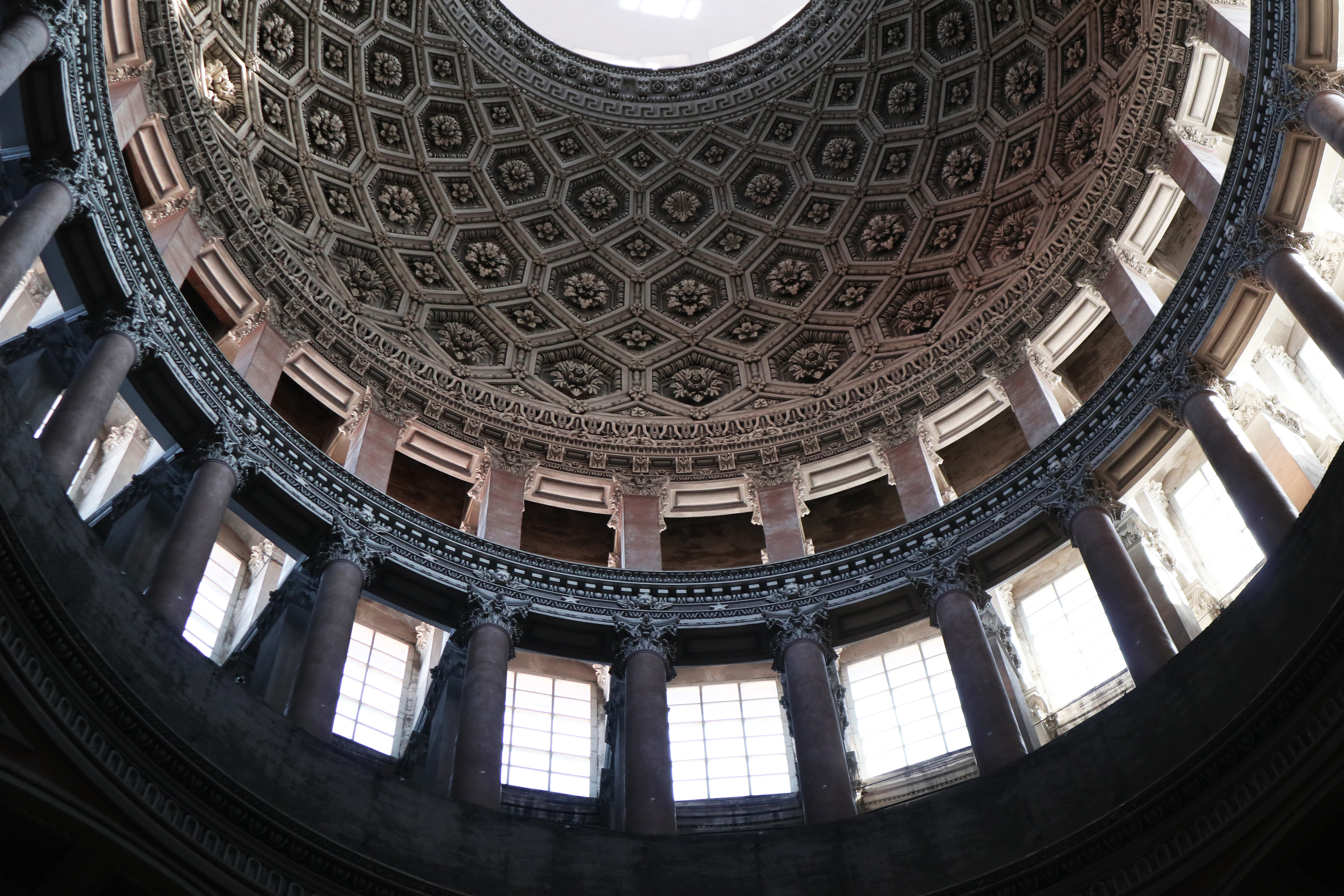
Particolare della cupola.
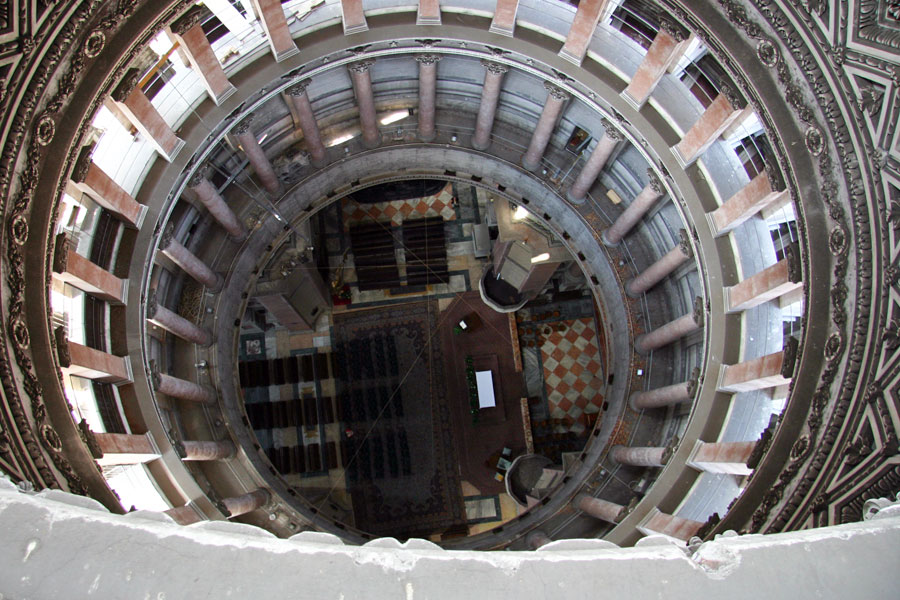
Visuale verso il basso dall'interno della cupola
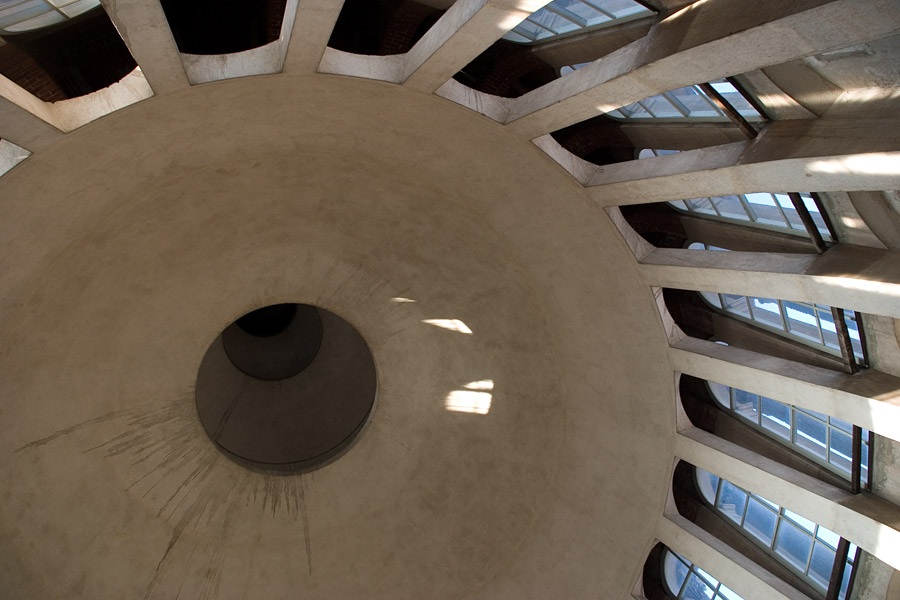
Interno della cupola oltre la prima calotta, rimasto senza decorazioni
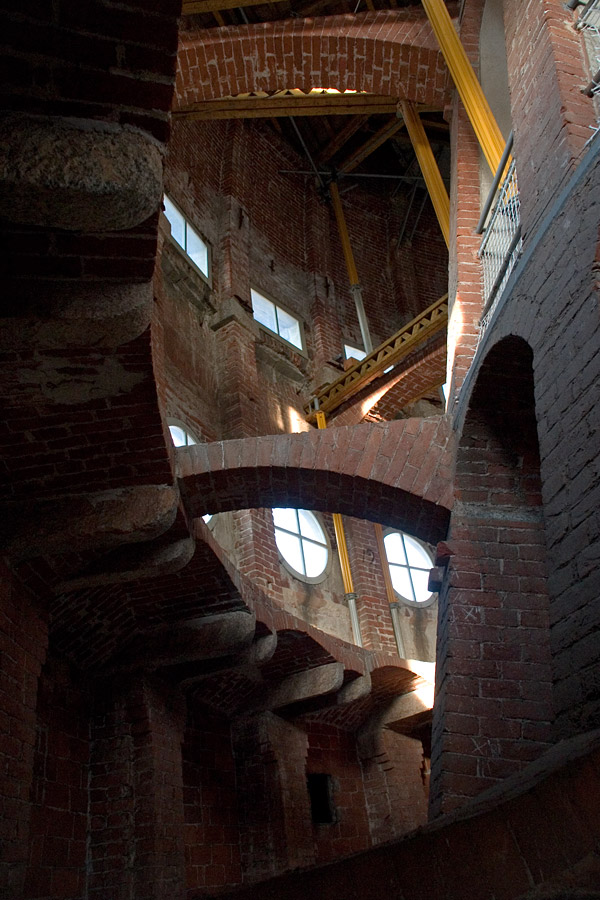
Struttura interna della cupola sopra il secondo colonnato
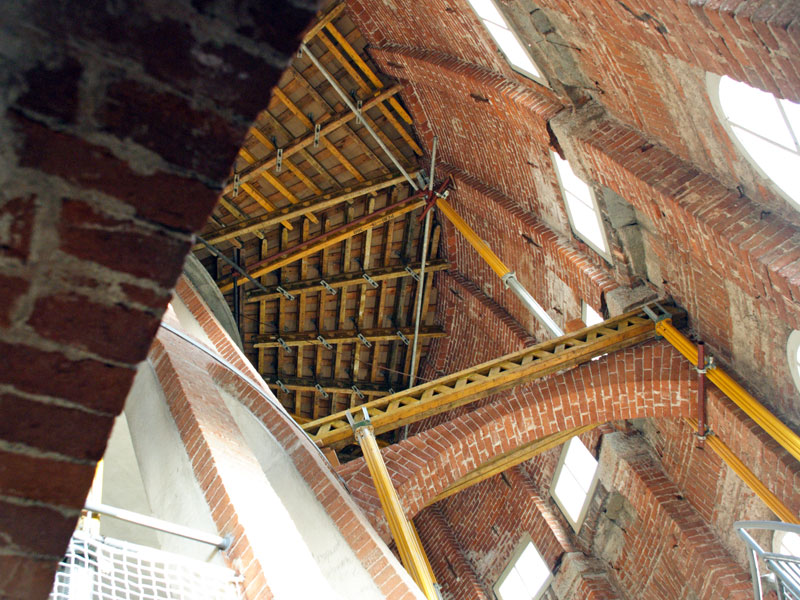
Struttura interna della cupola poco sotto il tetto
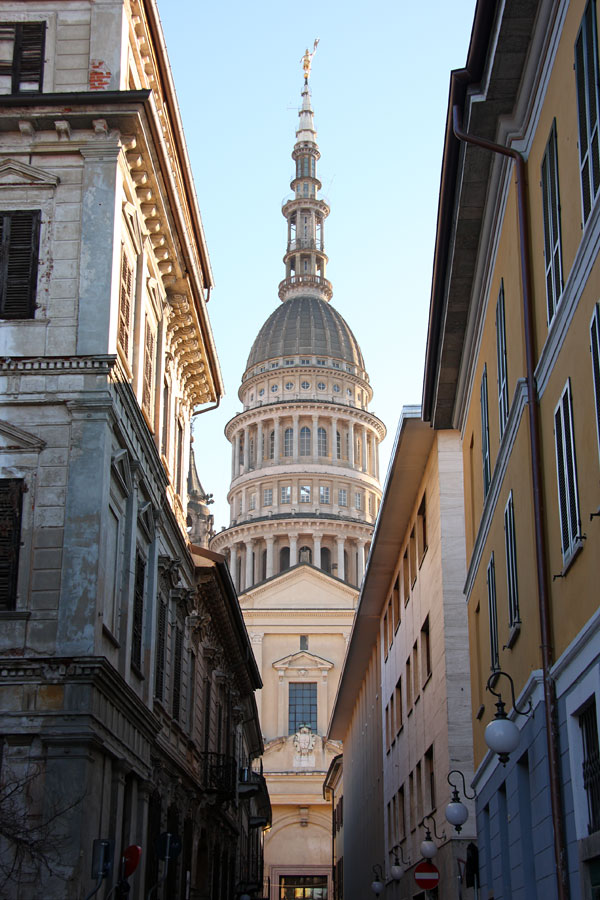
Prospettiva della basilica e della cupola
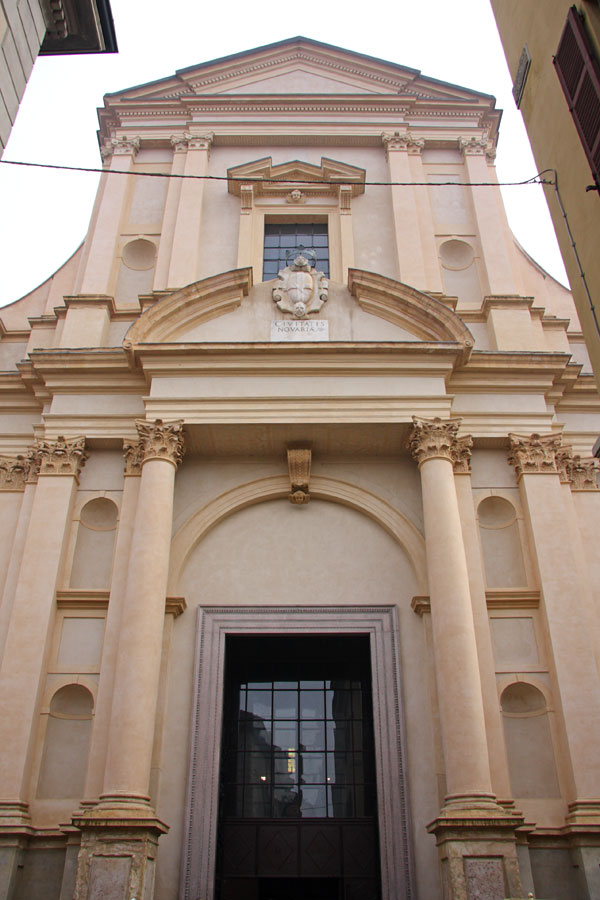
Facciata della Basilica
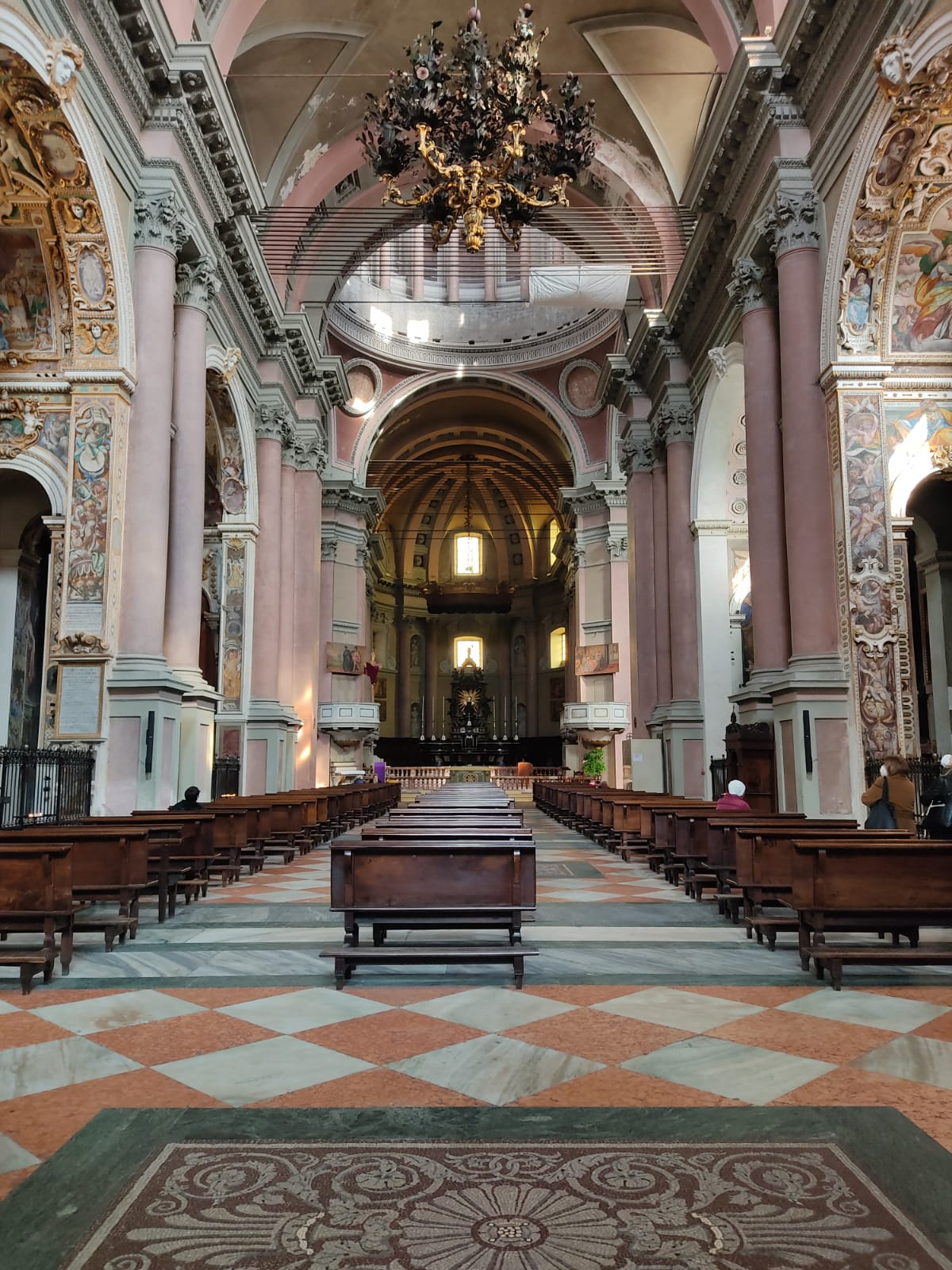
Basilica, particolare del pavimento
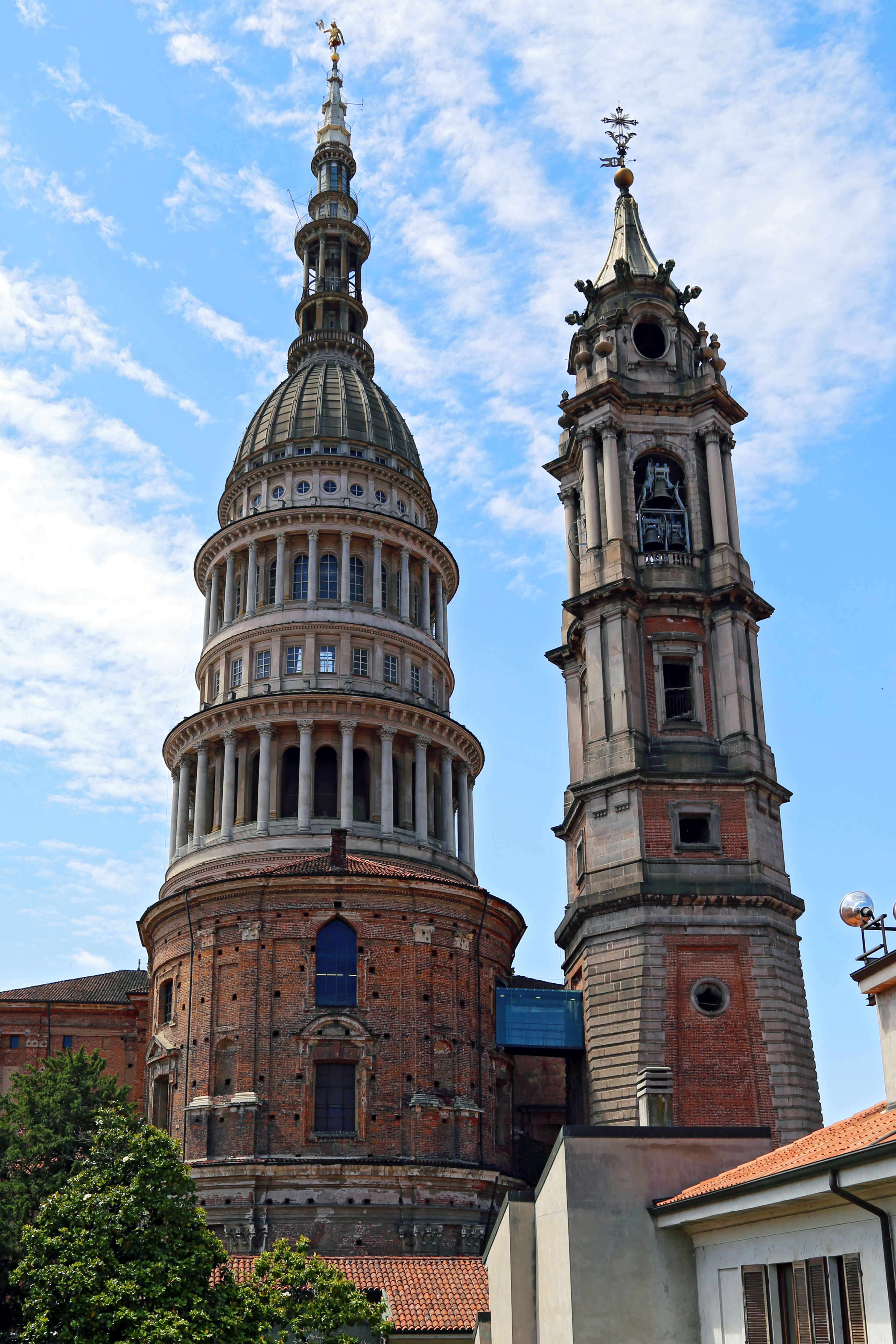
La cupola e il campanile visti dal museo di Storia Naturale "Faraggiana Ferrandi"
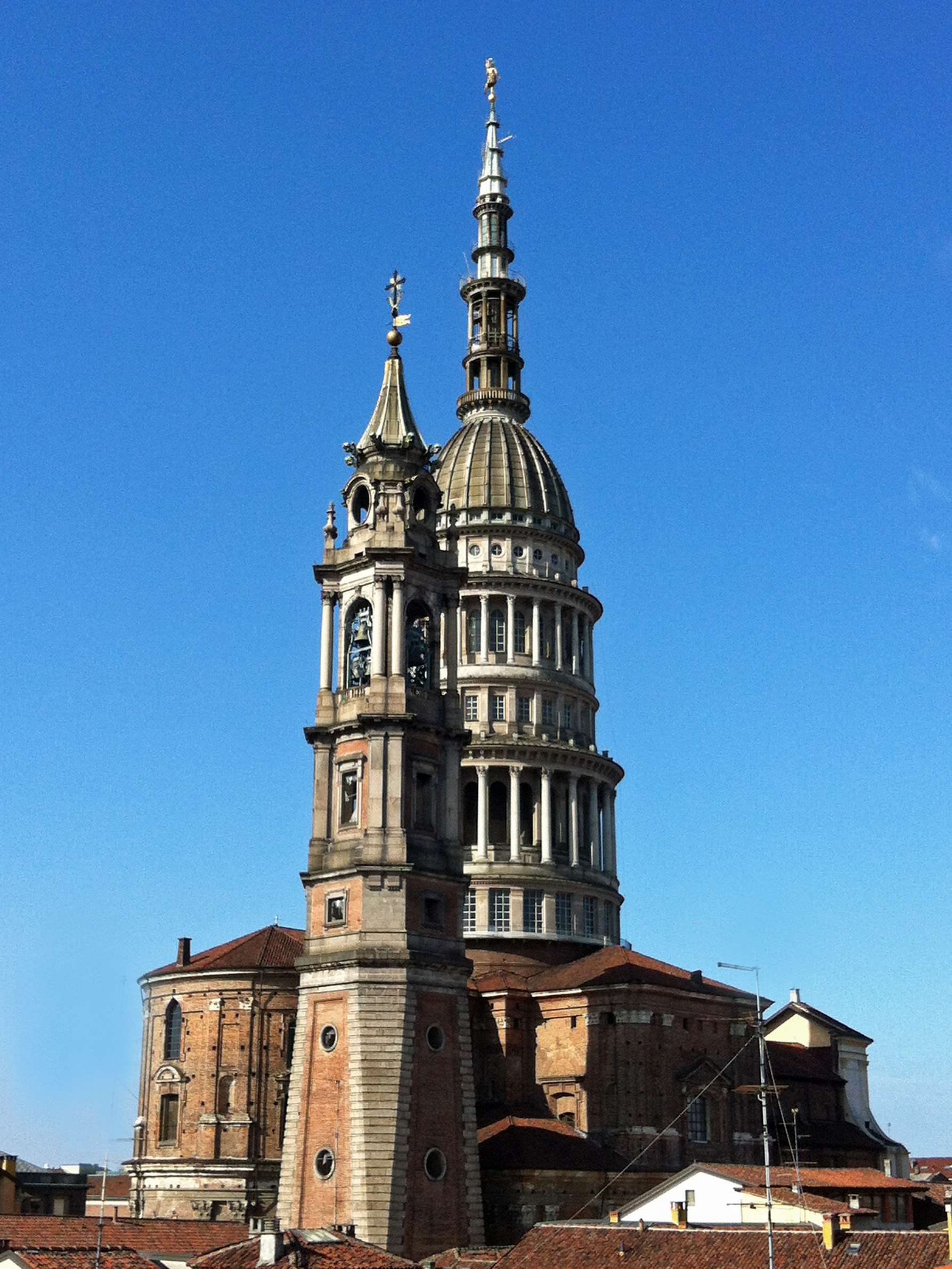
La cupola e il campanile
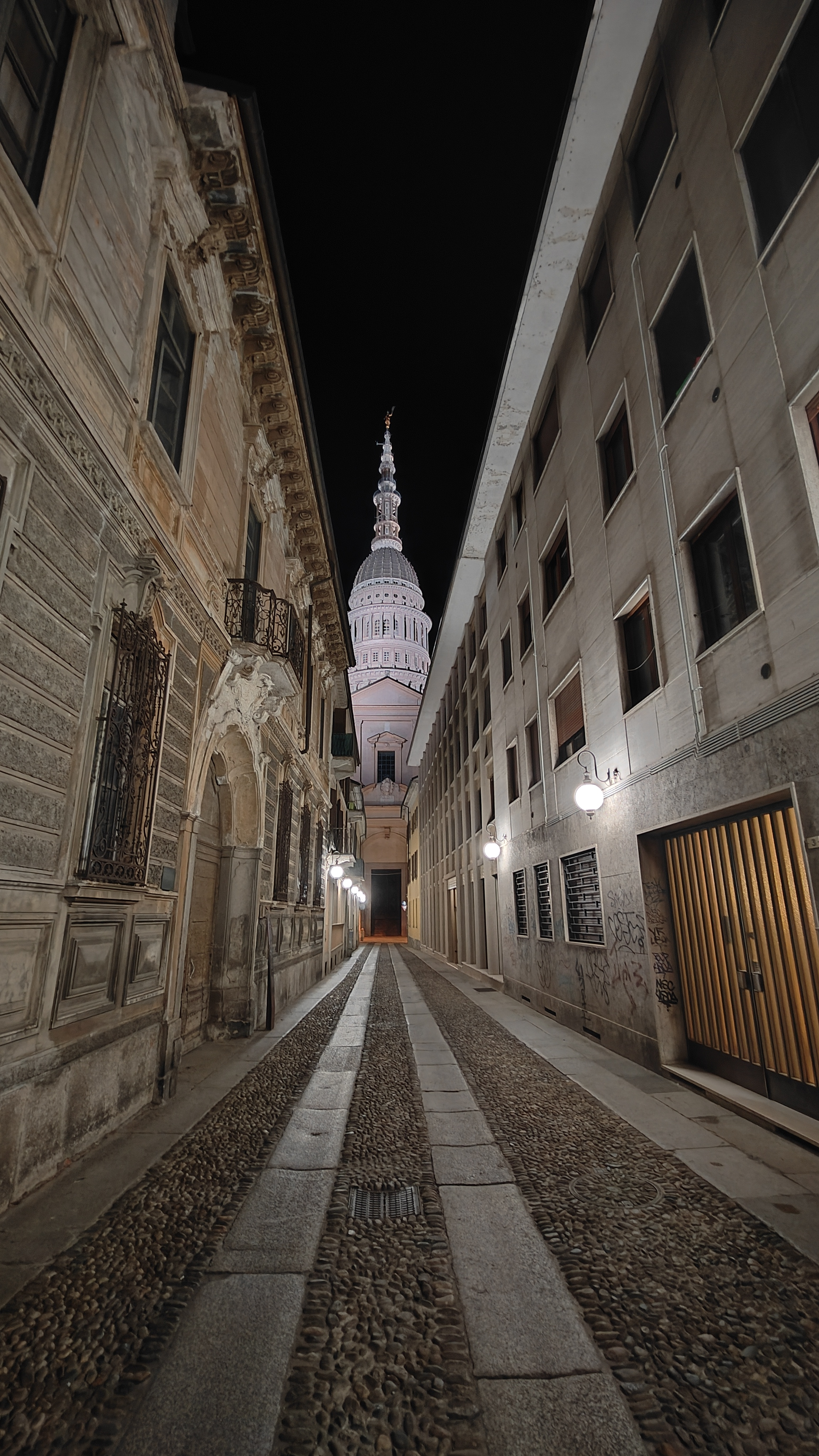
San Gaudenzio (121mt.) vista di notte da Palazzo Bossi